# Spedizione ateniese in Sicilia
La spedizione ateniese in Sicilia – o seconda spedizione ateniese in Sicilia o grande spedizione ateniese in Sicilia per distinguerla da quella del 427 a.C. – avvenne tra la primavera e l'estate del 415 e quella del 413 a.C.
Dopo le prime vittorie ateniesi, che misero in seria difficoltà l'esercito siracusano, le sorti della guerra furono capovolte grazie ai rinforzi spartani sotto il comando di Gilippo.
La sconfitta della grande armata di Atene condusse alla prigionia dei soldati ateniesi sconfitti nelle latomie siracusane, costretti a vivere tra stenti e sofferenze sino alla morte; pochi furono i superstiti che riuscirono a ritornare in patria.
Il fallimento della spedizione segnò l'avvio del definitivo declino militare e politico di Atene, seguito dal colpo di Stato aristocratico del 411 a.C. e dalla definitiva sconfitta nella guerra del Peloponneso (404 a.C.).
Tucidide, storico ateniese, dedica due libri della sua opera Guerra del Peloponneso proprio alla spedizione ateniese, per sottolineare la grandezza e l'eccezionalità dell'evento.
Egli diede così inizio a «un nuovo lavoro, un lavoro sulla Sicilia» che divenne lo sfondo della guerra del Peloponneso (431-404 a.C.).
Le Vite parallele di Plutarco (in particolare la Vita di Nicia) e la Bibliotheca historica di Diodoro Siculo costituiscono altre importanti fonti sulla grande spedizione in Sicilia.

## Antefatti
Nel 421 a.C. si era conclusa la prima fase della guerra del Peloponneso grazie alla pace di Nicia che aveva decretato, teoricamente per cinquant'anni, la cessazione delle ostilità tra Sparta e Atene ripristinando lo status quo ante bellum.
Atene avrebbe dovuto cedere le città di Pylos e Citera in cambio della città di Amphipolis, mentre la città di Scione, che aveva rotto l'alleanza con Atene per allearsi con Sparta durante la guerra del Peloponneso, sarebbe dovuta tornare sotto il controllo ateniese.
Nonostante gli accordi, ben presto sorsero forti attriti tra Spartani e Ateniesi.
La pace di Nicia prevedeva, infatti, che una delle due fazioni, scelta a sorte, in segno di buona volontà facesse il primo passo restituendo una delle città che spettavano all'avversario.
Quando tuttavia fu il turno di Sparta questa, a causa della scarsa fiducia che riponeva in Atene, si rifiutò di restituire Amphipolis e di conseguenza Atene non liberò Pylos.
In realtà la pace permise il riarmo delle parti belligeranti che attendevano l'inizio delle ostilità.
Fu sin da subito chiaro che due città come Sparta e Atene non potevano coesistere alle stesse condizioni che avevano determinato la guerra del Peloponneso.
Sia Sparta sia Atene iniziarono una guerra indiretta, ciascuna sfruttando i propri alleati per contrastare la polis nemica.
Questo spiega le ragioni dell'invio di un'ambasceria ateniese in Sicilia nel 422 a.C.: trarre dalla propria parte più poleis possibili prima di tentare la conquista dell'isola.
Il piano tuttavia dovette saltare dopo l'inesorabile rifiuto di Gela.
Tutto ciò indica che gli Ateniesi, nonostante la disfatta della spedizione del 427 a.C., erano tutt'altro che restii a compierne una nuova.

## Casus belli

### Il pretesto della guerra tra Selinunte e Segesta

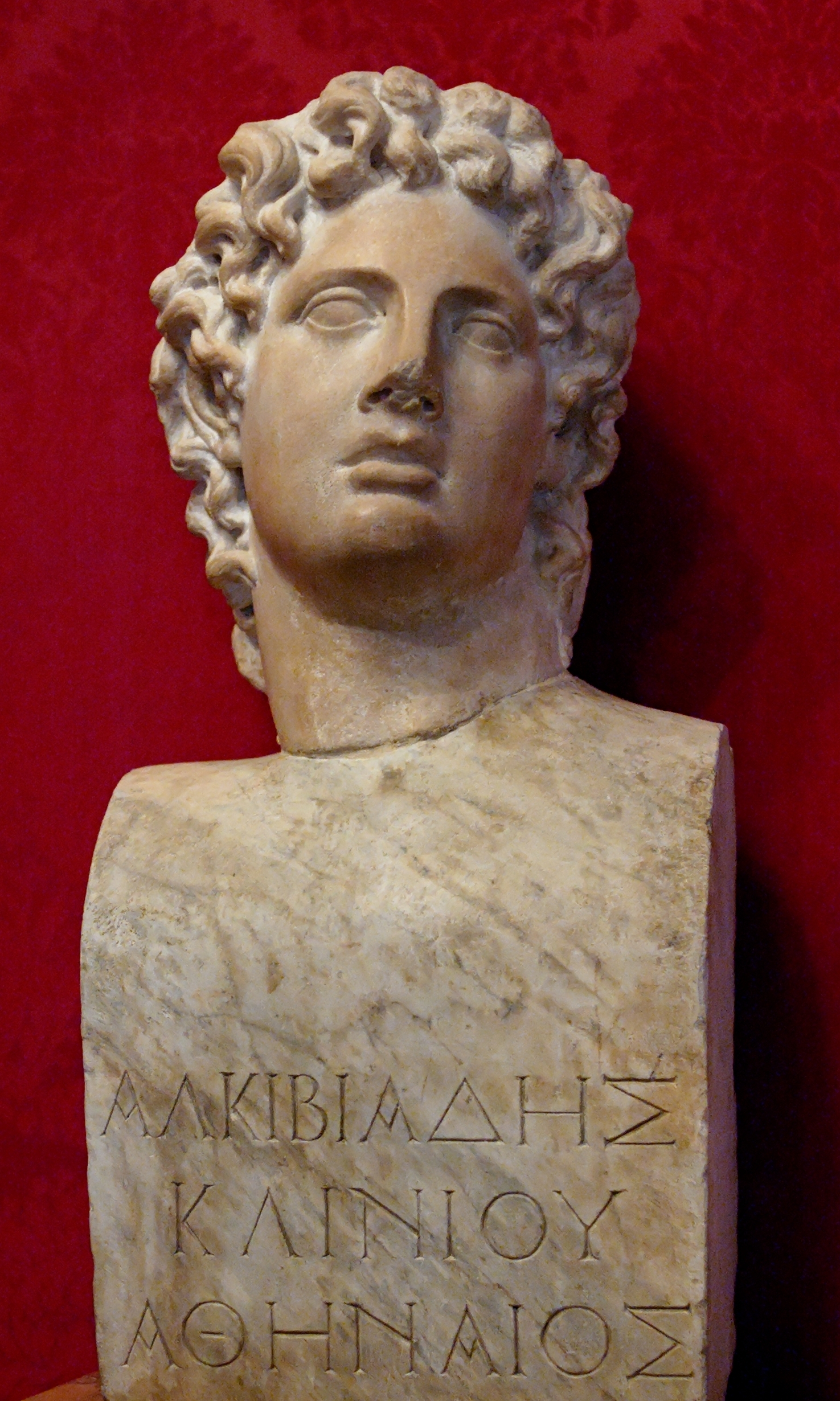
Busto di Alcibiade

In questo contesto storico e politico nel 416 a.C. scoppiò una guerra sorta per dispute territoriali tra le poleis siceliote di Selinunte e Segesta, la prima alleata di Siracusa e da questa prontamente appoggiata, la seconda alleata di Atene.
Il conflitto offrì agli Ateniesi la prófasis (occasione) per poter intervenire con maggiori forze in Sicilia, rispetto alla precedente spedizione, grazie alla tregua per la pace di Nicia (421-414 a.C.).
Segesta, dopo aver chiesto invano un aiuto da parte dei Cartaginesi, si rivolse ad Atene inviando degli ambasciatori che riuscirono a stringere un accordo di difesa con la città in virtù della precedente alleanza risalente alla metà del V secolo a.C.
Dopo la richiesta di aiuto, Atene inviò a Segesta degli emissari che ottennero un'ottima accoglienza: furono mostrate loro tutte le ricchezze della città e fu offerto un compenso per la loro venuta.
In tale occasione i Segestani avvertirono gli ambasciatori della grande potenza di Siracusa, divenuta una minaccia costante per le poleis di Sicilia.
Tornati ad Atene gli emissari — oltre a spiegare la situazione politica dell'isola — riferirono delle grandi ricchezze di Segesta, che costituivano un valido motivo per un intervento militare da cui Atene avrebbe tratto benefici economici.
(Tucidide, Guerra del Peloponneso, VI, 8, 1-2)
Quello che però gli emissari di Atene non sapevano era che Segesta si era fatta prestare da altre città molte delle ricchezze mostrate loro e che, quindi, la ricompensa che avrebbero potuto riscuotere era solamente una frazione di ciò che avevano visto.
Ad Atene fu riunita più volte l'assemblea per discutere sull'eventuale intervento in favore di Segesta e per decidere i nomi dei capi preposti al comando, che infine furono Alcibiade, Nicia e Lamaco.

### Le motivazioni economiche e di prestigio

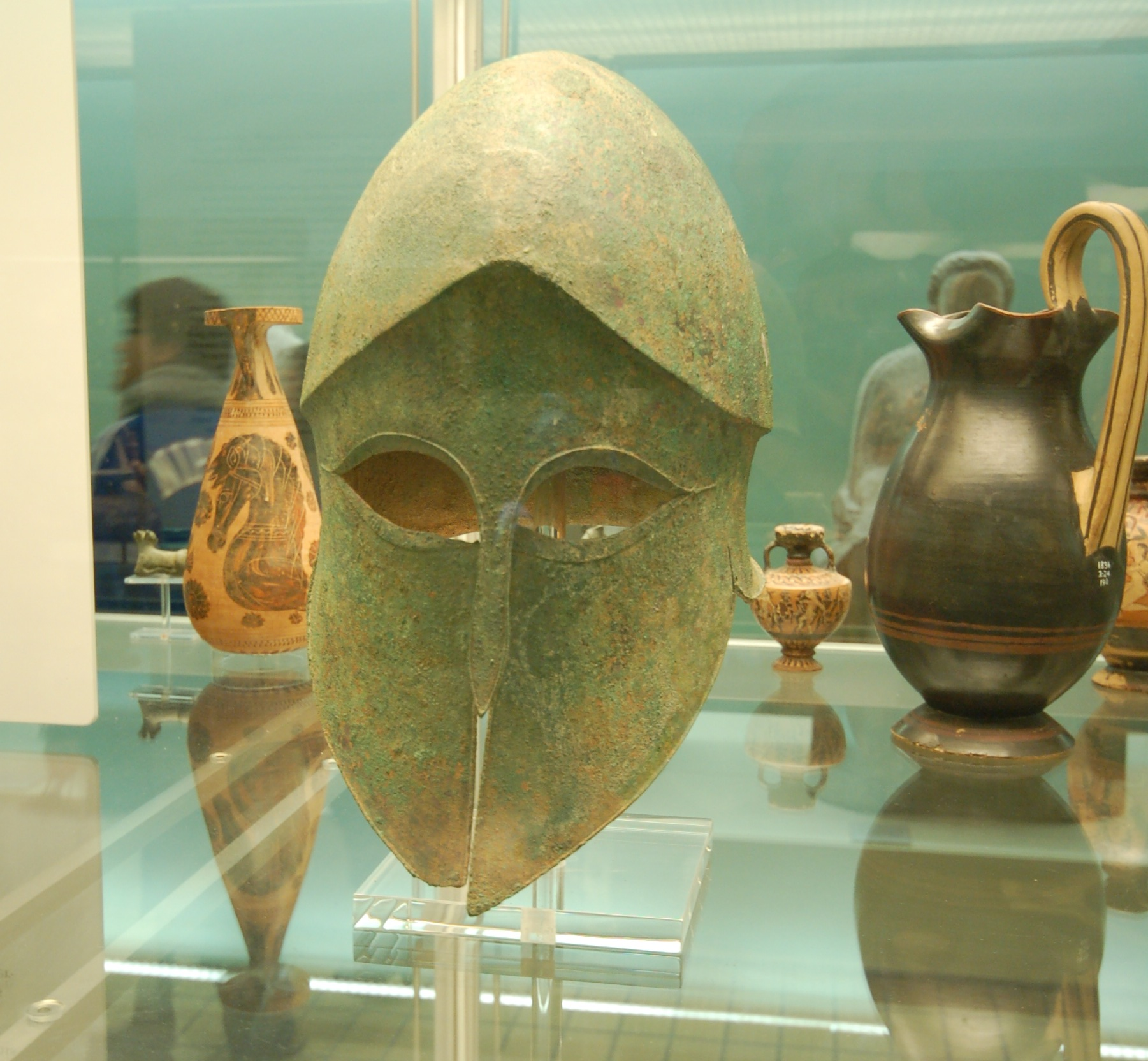
Modello di elmo spartano conservato al British Museum di Londra

Già durante la prima spedizione del 427 a.C. gli Ateniesi avevano armato e inviato in Sicilia un ristretto contingente di soldati a sostegno dell'esercito di Leontinoi.
Una possibile motivazione per giustificare tale soccorso è proposta da Tucidide che scrive: «[gli Ateniesi] volevano impedire che dalla Sicilia fosse importato grano nel Peloponneso».
Simili probabilmente furono anche le motivazioni che spinsero Atene a intraprendere una nuova spedizione a meno di 15 anni dalla prima.
Sarebbe scaturito un duplice guadagno dalla conquista della regione: da un punto di vista economico gli Ateniesi, benché avessero in parte perso lo slancio imperialista e talassocratico che aveva caratterizzato la politica di Pericle, morto nel 429 a.C., non disdegnavano una nuova opportunità di commercio, di speranze di guadagno, di onore e potere; da un punto di vista militare, altresì, avrebbero potuto minare le fonti di sostentamento di Sparta, risultato particolarmente allettante nella prospettiva di una ripresa del conflitto tra le due città, vista anche la labile pace che Nicia era riuscito a stipulare nel 421 a.C.
Gli Ateniesi, d'altra parte, erano già entrati in contatto con le genti di Sicilia fin dal 427 a.C. per garantire la sicurezza alla navigazione sullo stretto, importante passaggio di commerci nel Mediterraneo.
Tuttavia, «su quali fossero le reali motivazioni [che spinsero gli Ateniesi a intraprendere una spedizione] non si è fatta chiarezza sufficiente»..
Qualsiasi fossero le cause è comunque acclarato che Atene ignorasse le reali condizioni delle poleis di Sicilia, il loro numero di soldati e la resistenza che avrebbero opposto.
Simili considerazioni si ritrovano già in Tucidide che, nella sua opera, cerca di inquadrare al meglio la situazione e i conflitti interni spesso presenti nella polis di Atene.
A tal proposito la storica britannica Mary Frances Williams scrive che «Gli Ateniesi presero un'importante decisione non solo riguardo a una spedizione ma anche riguardo a una guerra con pochissima lungimiranza e reale conoscenza della situazione, o pianificazione».

## I preparativi ad Atene

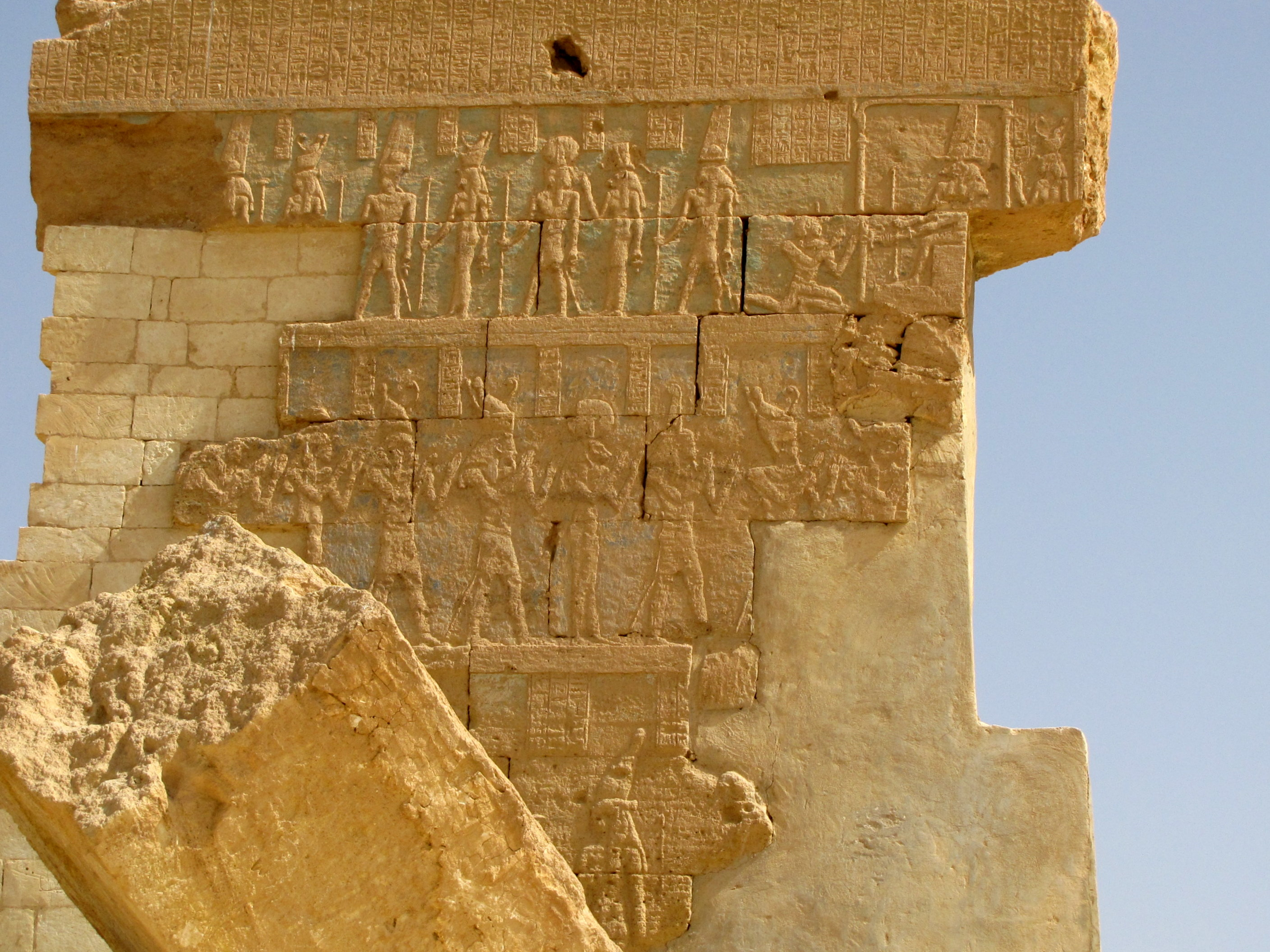
Una parte dell'oracolo di Ammone nell'oasi di Siwa

### La consultazione degli oracoli
Nell'antica Grecia, per qualunque decisione pubblica di rilievo venivano consultati gli oracoli, i sacerdoti e gli indovini per conoscere il parere degli dei. Così era anche per gli Ateniesi: i primi sacerdoti consultati, però, diedero dei responsi negativi riguardo alla decisione di intraprendere una spedizione. Al che Alcibiade decise di consultare altri indovini che, in questo caso, espressero una posizione diversa, promettendo grande gloria agli Ateniesi. Dello stesso parere era l'oracolo di Ammone, che risiedeva nell'oasi libica di Siwa, secondo cui gli Ateniesi trionfanti avrebbero fatto numerosi prigionieri tra i Siracusani. Riguardo all'oracolo di Zeus a Dodona, gli Ateniesi credettero che la profezia assicurasse la futura occupazione della Sikelía, che, al contrario di quello che a prima vista sembrò ai delegati, per Sikelía l'oracolo intese un colle presso la città di Atene e non la Sicilia (in greco antico Σικελία). Tuttavia, come scrive Plutarco, «si tennero nascoste le profezie avverse per timore del malaugurio» e quindi di non riuscire a raggiungere il consenso che soprattutto Alcibiade auspicava per poter organizzare la spedizione. Questa «lotta tra gli indovini», come nota lo studioso Luciano Canfora, era senza dubbio guidata dalla necessità di guadagnarsi il favore di tutte le classi, anche quella più povera dei teti, maggiormente influenzata dai responsi divini: tutto questo faceva parte della prassi abituale nella presa di una decisione ad Atene.

### L'assemblea di Atene
(Niccolò Machiavelli, Opere, vol. I, a cura di C. Vivanti, 1997, p. 465.)
Chiamata a decidere se combattere un'altra guerra in Sicilia, mentre quella del Peloponneso era temporaneamente cessata, l'assemblea democratica ateniese discusse e votò più volte a distanza di pochi giorni le proposte delle due principali fazioni politiche: l'una contraria alla spedizione e di cui faceva parte Nicia, l'altra favorevole all'intervento e capitanata da Alcibiade.

#### L'opposizione di Nicia
Un estratto del discorso di Nicia all'assemblea poco prima della decisione da intraprendere sulla spedizione:
(Tucidide, La guerra del Peloponneso, VI, 9.)
Dopo che l'assemblea ateniese sentì le parole degli ambasciatori di Segesta, essa votò l'invio in Sicilia di 60 triremi al comando di Nicia, Lamaco e Alcibiade.
Nicia, che secondo Tucidide non aveva mai desiderato avere il comando, colse in questo modo un'occasione propizia rivolgendosi all'assemblea che fu riconvocata cinque giorni dopo la prima votazione. Il primo discorso di Nicia, tramandato da Tucidide, toccò alcune questioni irrisolte riguardanti la situazione in Grecia, e mosse profonde critiche a chi era attratto dal desiderio di conquistare la Sicilia solo per arricchirsi. Parlò della pericolosa alleanza con Segesta, città troppo lontana dagli interessi ateniesi: un solo messaggero avrebbe impiegato quattro mesi per giungere dalla Sicilia ad Atene. Inoltre fece notare che un'eventuale spedizione avrebbe reso momentaneamente debole militarmente la città, che sarebbe stata soggetta ad attacchi nemici.
Ma tutti questi ragionamenti non valsero a contrastare il carisma di Alcibiade che fece «ardere [l'assemblea] dal desiderio di compiere la spedizione». Fallito il tentativo di dissuasione, Nicia, con un secondo discorso rivolto all'assemblea, prese una posizione meno decisa e mise in primo piano i reali pericoli di una spedizione; così propose l'invio di un numeroso corpo di spedizione tra fanti, navi e cavalli in grado di fronteggiare la temibile cavalleria siciliana.

#### Il ruolo di Nicia nella critica moderna
Alcuni studiosi, tra cui Kagan, De Sanctis e la Sordi, ritengono che Tucidide abbia oscurato la reale posizione di Nicia nei confronti della spedizione, che non fu né priva di colpe né contraria come l'ateniese vuol far credere. Kagan definisce la fase bellica in Sicilia come un continuum naturale della guerra in atto nella Grecia continentale, ciò però non traspare dallo scritto di Tucidide.
Se Nicia avesse avuto una pur parziale responsabilità nell'approvazione della spedizione, ciò potrebbe spiegare perché egli ne abbia accettato il comando. Alcuni frammenti di una stele ritrovati sull'acropoli di Atene confermano che, a seguito della prima assemblea, si era designato un solo generale al comando della flotta di 60 navi e Nicia non avrebbe avuto la possibilità, anche se avesse voluto, di proporsi a capo (vista la candidatura in prima linea di Alcibiade).

#### Alcibiade
(Francesco Petrarca, Del trionfo della fama, II, vv. 25-27)
Questa la risposta di Alcibiade ai dubbi di Nicia:
(Tucidide, La guerra del Peloponneso, VI, 16.)
Il discorso di Alcibiade all'assemblea, particolarmente impreziosito da Tucidide che si ispira alle tragedie di Euripide, si incentra soprattutto sulla messa in evidenza dell'inferiorità di tutte le città di Sicilia, divise e in conflitto tra loro, quasi come se fossero barbari. La conquista della regione, secondo Alcibiade, si prospettava priva di difficoltà degne di nota e avrebbe dato ad Atene non solo il potere in Sicilia, ma anche mezzi con cui poter vincere gli Spartani in Grecia. D'altronde lo spirito di arroganza che caratterizzò il personaggio di Alcibiade, che era anche più giovane di Nicia di vent'anni, potrebbe averlo indotto a pensare di poter superare le imprese dell'alcmeonide Pericle quando fallì la spedizione in Egitto (458-452 a.C.).

#### La contrarietà di Metone e Socrate
Tra chi si oppose ci furono Metone, l'astronomo che inventò il ciclo di 19 anni per far corrispondere l'anno solare a quello lunare, e il famoso filosofo Socrate. In segno di protesta contro la decisione di organizzare una spedizione, Metone incendiò la sua casa fingendo di essere impazzito; secondo Plutarco, Metone in realtà protestò per cercare di salvare suo figlio che era capitano di una trireme. Un'altra versione è narrata nella Varia historia di Eliano, che scrive:
(C. Eliano, Varia historia, XIII, 12)
Il demone presente nel filosofo Socrate, secondo Plutarco, gli avrebbe predetto la futura rovina della spedizione di Sicilia e Socrate avrebbe confidato questa sorte ai suoi amici più intimi.

Entrambi gli episodi di Metone e Socrate non sono narrati da Tucidide, ma da Plutarco che dà ampio spazio alla descrizione della situazione popolare all'indomani della notizia della spedizione. Frequenti sono le allusioni a episodi di pazzia e d'irrazionalità, come quello accaduto presso l'altare dei Dodici dei, nell'agorà di Atene: 
(Plutarco, Vita di Nicia, 13, 2)

## Scandalo delle erme

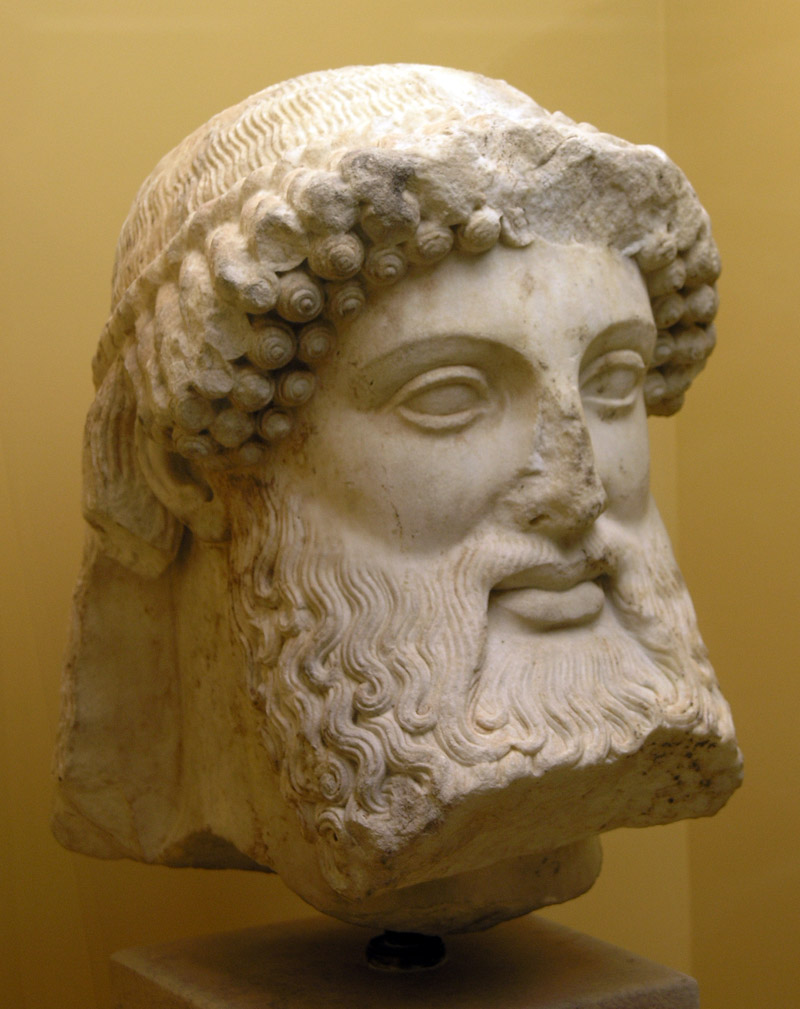
Testa di erme conservata presso il museo dell'Agorà dell'antica Atene

Mentre fervevano i preparativi per la partenza della spedizione nella notte tra il 6 e il 7 giugno del 415 a.C. furono mutilate alcune erme ad Atene. Questo atto sacrilego suscitò molto clamore tra il popolo e fu considerato come un segno premonitore di sventura e come un atto di sobillazione da parte di Alcibiade contro il governo democratico.
I più erano concordi nel giudicare Alcibiade colpevole, vedendolo «troppo arrogante e troppo ostentatamente dedito a uno stile di vita che dall'ateniese medio era aborrito». Andocide sul noto scandalo, attraverso i suoi scritti, rese le testimonianze di più individui che si dichiaravano colpevoli: giovani ubriachi, incolpati anche della profanazione dei misteri eleusini, cioè di averli rivelati.
Tuttavia resta incerta l'identità di chi realmente si macchiò di un tale sacrilegio. Lo storico americano Donald Kagan sostiene che lo scandalo delle erme fosse rivolto contro Nicia, il quale era notoriamente ritenuto molto sensibile ai responsi degli indovini, e un simile fatto, a pochi giorni dalla partenza della spedizione, lo avrebbe sicuramente scosso.
Alcibiade, a fronte del grave atto di accusa, chiese di farsi giudicare subito da un tribunale, in modo da eliminare ogni ostacolo alla partenza della spedizione. L'assemblea però decise di rinviare il dibattimento, consentendo ad Alcibiade di partire.

## La spedizione

### Il viaggio
(Tucidide, VI, 30)
La spedizione ateniese partì nella seconda metà di giugno del 415 a.C. dal Pireo con una forza di 30 000 uomini, di cui 6 400 truppe da sbarco, e 134 triremi.

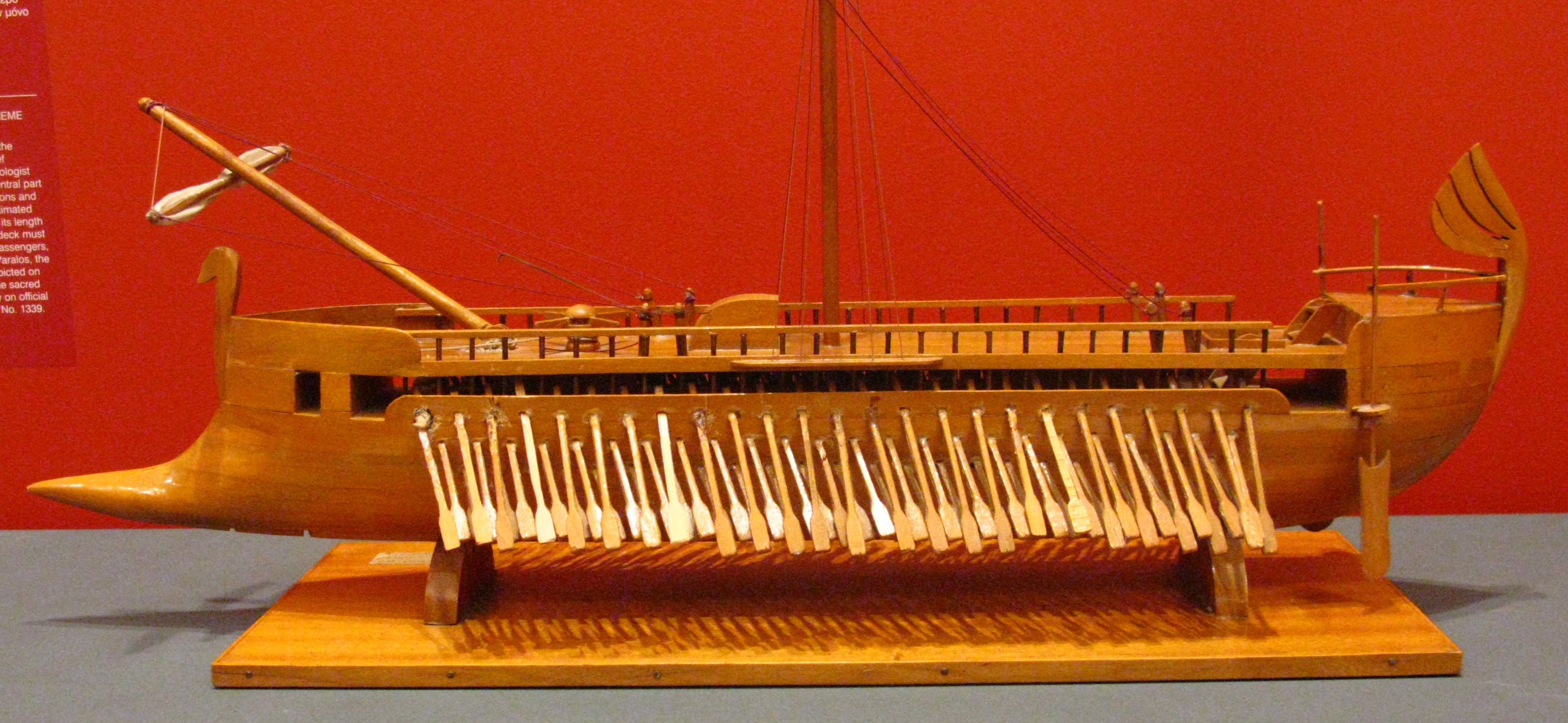
Il modello di una trireme greca (Museo dell'Acropoli di Atene), chiamata così perché possiede tre file di rematori, ebbe un ruolo essenziale nella spedizione sia per i siracusani sia per gli ateniesi

Il giorno in cui partì era quello delle Adonie, festa in onore del dio della rinascita Adone che ad Atene si svolgeva in primavera. I lamenti di uso presso le donne per commemorare la morte di Adone quel giorno si mischiarono al peana dei soldati in partenza per una spedizione memorabile, non tanto: «solo per il numero di navi e uomini, ma per lo splendore dell'equipaggiamento».
Dopo la prima tratta, tutte le forze si radunarono a Corfù dove la flotta venne divisa in tre parti, ognuna capeggiata da un generale. Tre navi furono inviate tra le poleis della penisola italiana e della Sicilia per trovare una base amica e conoscere le condizioni in cui versava ogni città.
La spedizione, attraversato il mar Ionio, non ricevette un'accoglienza particolarmente favorevole da parte delle città della Magna Grecia; infatti esse non erano disposte a offrire truppe né, come fecero Taranto e Locri, a dare accoglienza e supporto logistico. Solo Reggio consentì agli Ateniesi di sostare presso le coste e di allestire un campo. Ciononostante la città, seppure fosse un'alleata di Atene fin dalla spedizione ateniese di Feace (422 a.C.), decise di rimanere neutrale. Questa scelta evidenzia bene, come scrive Freeman, qual «era lo spirito di paura e diffidenza» che gli alleati avevano dinanzi a una spedizione di così grandi dimensioni. Questa tendenza ad allontanarsi da Atene costituì il primo passo verso la costituzione di un'alleanza anti-ateniese, come Ermocrate auspicava a Siracusa.
L'ostilità delle colonie greche caratterizzò il viaggio degli Ateniesi sin dalla partenza da Corfù. Resta tuttavia oscura la ragione per cui città come Taranto e Siracusa non si coalizzarono subito, come aveva proposto Ermocrate, contro le navi nemiche, logorate dal lungo viaggio e svantaggiate per il fatto di trovarsi in luoghi e mari poco conosciuti. Il ritardo da parte dei Siracusani a prendere l'iniziativa contro la flotta ateniese ebbe probabilmente un'influenza determinante e spinse l'assemblea cittadina a rinunciare all'invio di navi d'assalto, proseguendo tuttavia i lavori di fortificazione della città.

#### Le consultazioni a Reggio
Scoperto il fatto di essere stati ingannati riguardo alle presunte ricchezze di Segesta, i tre generali della spedizione si consultarono a Reggio per decidere quali nuove azioni intraprendere. Emersero subito delle divergenze.
- Nicia pensava di mantenere strettamente gli ordini imposti, difendendo Segesta e intervenendo contro Selinunte: auspicava quindi un impegno breve e limitato.[58][59]
- Alcibiade, intendeva cercare l'appoggio economico e militare delle città siceliote, incitando le città sottomesse a Siracusa alla rivolta.[60][61]
- Lamaco, infine, pensava di attaccare direttamente Siracusa, considerando l'effetto sorpresa e la concreta speranza di farla capitolare.[62]

#### L'arrivo in Sicilia
Tuttavia le divergenze si appianarono nel momento in cui si dovette prendere una decisione definitiva. Così Lamaco accettò il punto di vista di Alcibiade che, quindi, divenne la strategia adottata concretamente dagli ateniesi. Va però ricordato come la flotta non avesse ricevuto alcun mandato di attaccare direttamente Siracusa, bensì di difendere Segesta e assaltare Selinunte. Alcibiade quindi iniziò la sua campagna diplomatica alla ricerca di una valida alleata in Sicilia. Le città di Messina e Catania si rifiutarono di accogliere le truppe di Atene, temendo le future ritorsioni dei Siracusani.
Quando gli Ateniesi decisero di sostare presso la foce del fiume Teria – posizionato probabilmente presso l'attuale comune di Vicari –, tra le file dell'esercito si era già diffusa la notizia che non c'era alcun tesoro a Segesta, e che i Segestani avevano ingannato la delegazione di diplomatici in visita. Questa informazione, per i soldati, costituì una ragione in più per sostenere la decisione di un attacco all'opulenta Siracusa.

### La situazione a Siracusa

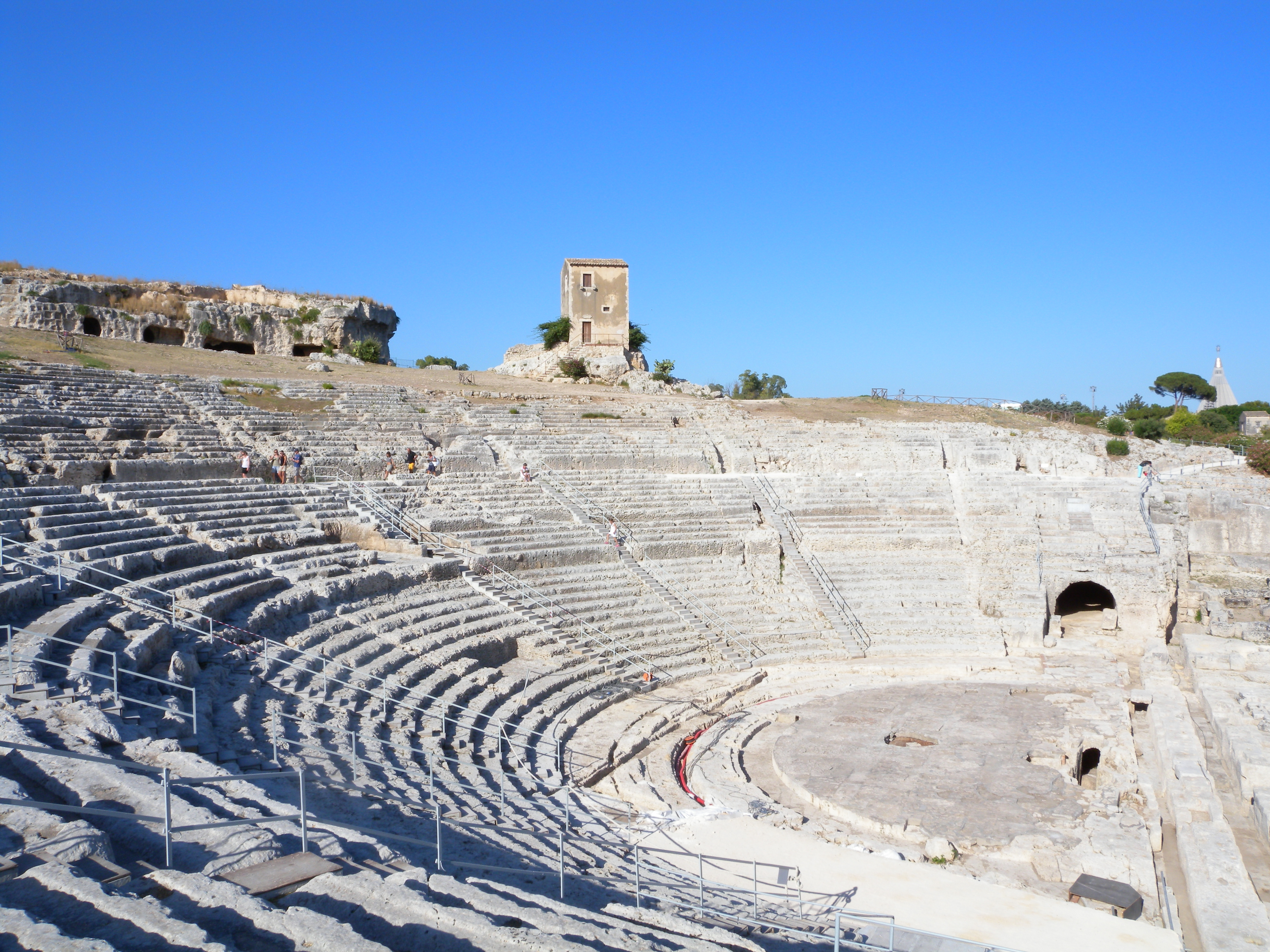
Il teatro greco di Siracusa; luogo in cui si svolgevano le assemblee popolari della polis

Nella città siciliana alla notizia di un possibile attacco ateniese — quando la flotta nemica si trovava nelle acque di Reggio — fu convocato un pubblico consiglio durante il quale si dibatterono le azioni da intraprendere.
Il consiglio convocato non era del tutto diverso da quello esistente ad Atene. La demokratia siracusana non era comunque radicale come quella ateniese, ma di orientamento moderato, se non quasi oligarchico. A Siracusa, a differenza di Atene in cui erano i giovani democratici a sostenere il conflitto, erano gli oligarchi i più favorevoli alla guerra.

#### La posizione di Ermocrate

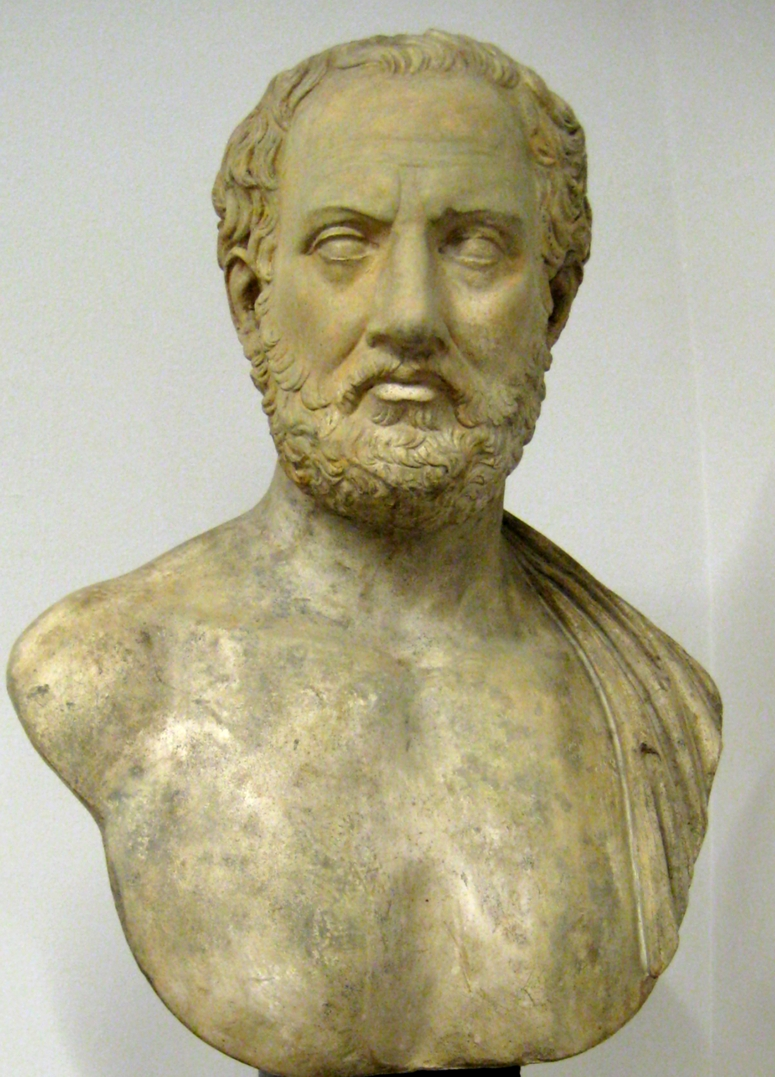
Busto di Tucidide: alcuni storici hanno ipotizzato la possibilità di un rapporto confidenziale tra lo scrittore ateniese e lo stratego siracusano Ermocrate

Lo stratego siracusano Ermocrate non temette le voci di un grande attacco da parte degli Ateniesi e seppure fiducioso in una grande vittoria, spronò tutti gli uomini ad agire con attenzione:
(Tucidide, La guerra del Peloponneso, VI, 33-34)
Instillato il coraggio nei propri uomini, Ermocrate suggerì di prepararsi a un eventuale attacco cercando alleanze tra tutti i possibili alleati: Cartaginesi, Siculi, Spartani, Corinzi e in Italia. Sarebbe inoltre stato necessario un invio di unità navali per contrastare già da Taranto le prime flotte ateniesi in arrivo. Anche dopo il discorso di Ermocrate, nell'assemblea non ci fu un unanime consenso alle opinioni espresse: la tattica del generale era prettamente difensiva e non cercò mai di prendere una rischiosa iniziativa.

#### Lo scetticismo di Atenagora
Atenagora, membro del partito popolare e scettico riguardo alle proposte di Ermocrate, considerava improbabile che gli Ateniesi aprissero un altro fronte nella guerra del Peloponneso. Essi, «maestri» della guerra come li definisce, non si sarebbero spinti in una rischiosa spedizione verso una terra lontana per dare sfogo alle loro ambizioni e ai loro interessi. Il discorso di Atenagora si rivolge a chi parlava di «fantasie astratte», di chi metteva paura e confusione con l'intento di ottenere potere e diventare tiranno; questo è il tema centrale del suo discorso in cui accusa, anche se non esplicitamente, Ermocrate, di voler approfittare del timore collettivo di una guerra per avere concessi poteri eccezionali.
(Tucidide La Guerra del Peloponneso VI, 38, 2.)
In ogni caso, al termine della riunione, il consiglio decise di valutare le forze in campo e di allertare le truppe. In altre fonti invece, di dubbia attendibilità per la presenza di imprecisioni (come nell'orazione La pace con i Lacedemoni di Andocide) e per l'identità non chiara dell'autore (come nell'Erissia a opera dello pseudo-Platone), si racconta che all'epoca fossero in corso trattative diplomatiche fra Atene e Siracusa in merito alla questione segestana.

## Forze in campo

### L'esercito

#### Atene

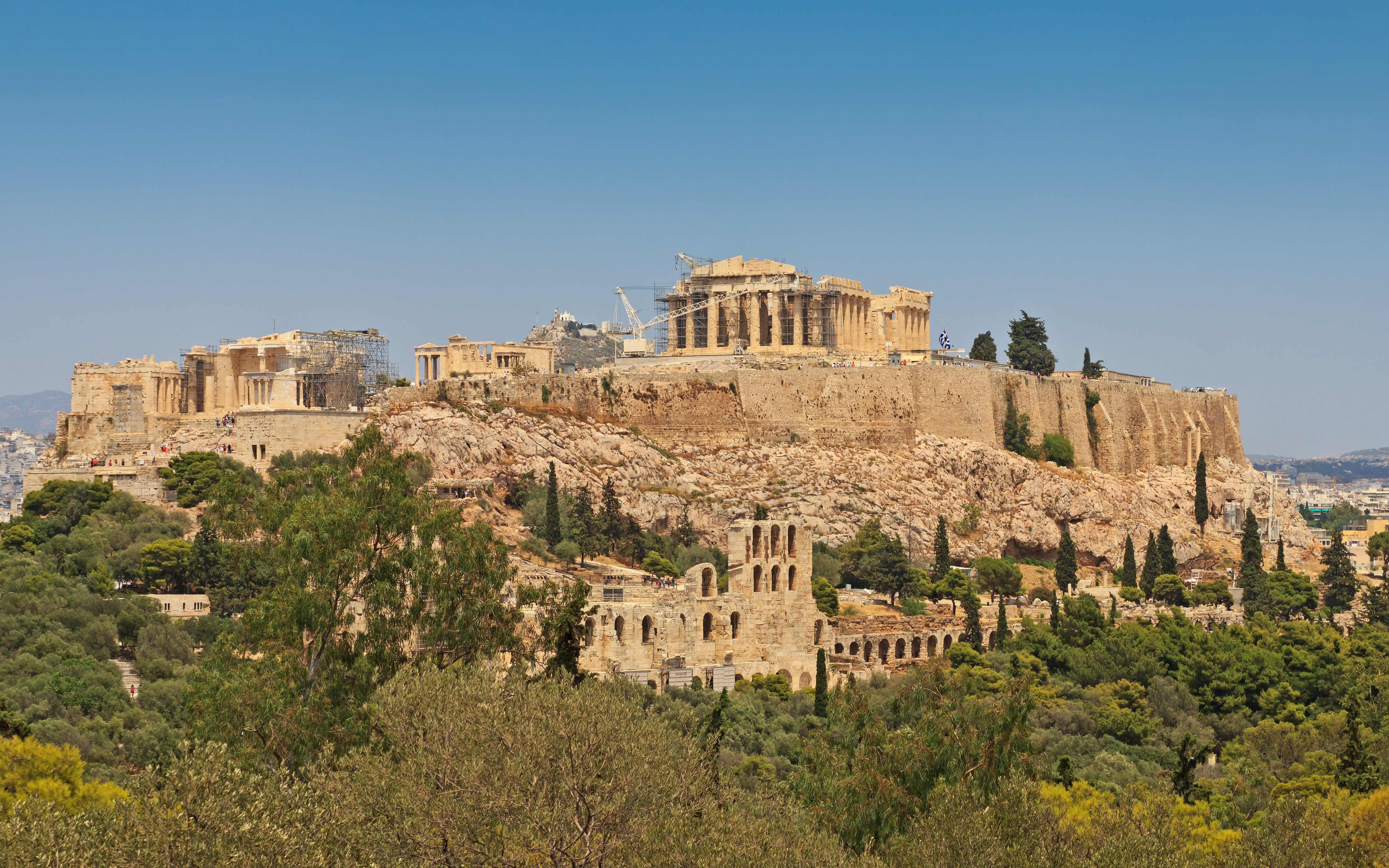
L'acropoli di Atene, centro politico, culturale e religioso della città greca

La flotta inviata durante la prima spedizione in Sicilia ritornò ad Atene con 12 000 uomini e 60 triremi su cui erano caricati 200 uomini. Probabilmente non tutte le navi che giunsero nel 424 a.C. rimasero intatte fino al 415 a.C. Nicia, che comprese la difficoltà di una conquista della Sicilia, suggerì di schierare 100 triremi e una fanteria pesante composta da non meno di 5 000 opliti tra ateniesi e alleati: inoltre, richiese reparti di frombolieri e arcieri ateniesi e cretesi.
Riguardo all'effettivo numero di soldati e navi schierati, si accetta la testimonianza di Tucidide che conta, per quanto riguarda le navi: 134 triremi e 2 navi di Rodi, di cui 100 attiche, 60 erano unità veloci, le rimanenti 74 da trasporto. Gli opliti erano in totale 5 100, di cui 750 tra Argivi e Mantinei, che sono tra le migliori unità di fanteria dell'esercito, a cui bisogna aggiungere 700 unità di truppe leggere; gli arcieri erano 480, tra cui 80 cretesi; 700 frombolieri e per ultima una nave che trasportava 30 cavalieri. Inoltre 25 000 tra rematori e marinai parteciparono alla spedizione.
Inoltre dalle larghe cifre che Atene spese per il mantenimento del suo esercito — si parla di 4 500-5 000 talenti in totale — si può ben capire quale poderosa forza bellica rappresentasse.

#### Siracusa e gli alleati Sicelioti
(E. A. Freeman, The history of Sicily from the earliest time, v. III, p. 101.)
Nonostante i Sicelioti avessero una potente cavalleria rispetto a quella tessalica o tebana di Atene, la fanteria non poteva sicuramente considerarsi al pari di quella attica. I soldati ateniesi si presentavano quindi, oltre che più forti tecnicamente, anche con più esperienza alla luce della recente guerra del Peloponneso. Purtroppo non si ha nessuna menzione da parte degli storici antichi, e neanche da Tucidide, del numero di unità presenti nell'esercito dei Sicelioti. Per dare una plausibile giustificazione a questo silenzio, in particolare quello di Tucidide, si è supposto che egli abbia volutamente evitato di parlare dell'esercito comandato da Ermocrate, cercando in questo modo di attenuare le responsabilità su alcuni errori tattici del generale siracusano che è stato varie volte esaltato dallo storico ateniese.

### Schieramenti

#### Gli alleati di Atene
|                  | Acarnani  | Andro*  | Arcadi    | Argo    | Calcide* | Caristo* | Catania | Ceo*    | Cefalonia*             | Chio*        | Citera                  |
| ---------------- | --------- | ------- | --------- | ------- | -------- | -------- | ------- | ------- | ---------------------- | ------------ | ----------------------- |
| Tipo di supporto | mercenari | soldati | mercenari | soldati | tributi  | tributi  | navi    | soldati | soldati navi cavalieri | soldati navi | alleanza contro Gilippo |

|                  | Corcira* | Cretesi   | Egina*       | Eno*    | Eretria* | Etoli     | Etruschi     | Iapigi    | Imbro*       | Istiea*      | Lemno*    | Mantinea |
| ---------------- | -------- | --------- | ------------ | ------- | -------- | --------- | ------------ | --------- | ------------ | ------------ | --------- | -------- |
| Tipo di supporto | alleanza | mercenari | soldati navi | tributi | tributi  | mercenari | soldati navi | mercenari | soldati navi | soldati navi | mercenari | alleanza |

| Tipo di supporto                                     | soldati navi | navi | soldati | soldati | navi | navi | soldati cavalieri | tributi | tributi | soldati | soldati | soldati navi |
| Tucidide, VII, 57 * = Membro della Lega delio-attica |              |      |         |         |      |      |                   |         |         |         |         |              |

#### Gli alleati di Siracusa
|                  | Ambracia | Arcadi    | Beoti    | Kamarina  | Corinto      | Crotone  | Gela                   | Imera   |
| ---------------- | -------- | --------- | -------- | --------- | ------------ | -------- | ---------------------- | ------- |
| Tipo di supporto | navi     | mercenari | alleanza | cavalieri | soldati navi | alleanza | soldati cavalieri navi | soldati |

| Tipo di supporto  | navi | alleanza | soldati cavalieri | soldati | soldati navi | alleanza | alleanza | soldati |
| Tucidide, VII, 58 |      |          |                   |         |              |          |          |         |

## Le fasi iniziali della guerra (415 a.C.)

### L'esplorazione del Porto Grande e l'alleanza con Catania
In accordo con i piani che Lamaco aveva espresso nell'assemblea, si decise di inviare sessanta navi a perlustrare il porto di Siracusa. Passata indenne oltre Megara, la penisola di Thapsos e l'isola di Ortigia, la flotta fu fermata all'ingresso del Porto Grande e solo dieci navi riuscirono ad andare avanti in esplorazione. Esplorato anche il Porto Piccolo, la flotta rientrò a Reggio.
Alcibiade intanto sfruttò la debolezza del partito filo-siracusano a Catania, per intervenire in assemblea con un discorso con cui riuscì a guadagnare il favore dei Catanesi e a siglare un'alleanza con la cittadina, che divenne la base delle operazioni contro Siracusa. Riguardo all'alleanza, alcuni studiosi, sostenendo la validità di un passo di Andocide, fanno risalire l'alleanza tra le due città a prima della spedizione.

### La partenza di Alcibiade
(Camillo Durante, La Sacra storia antica della Bibbia, Università La Sapienza, 1749, p. XLIV)

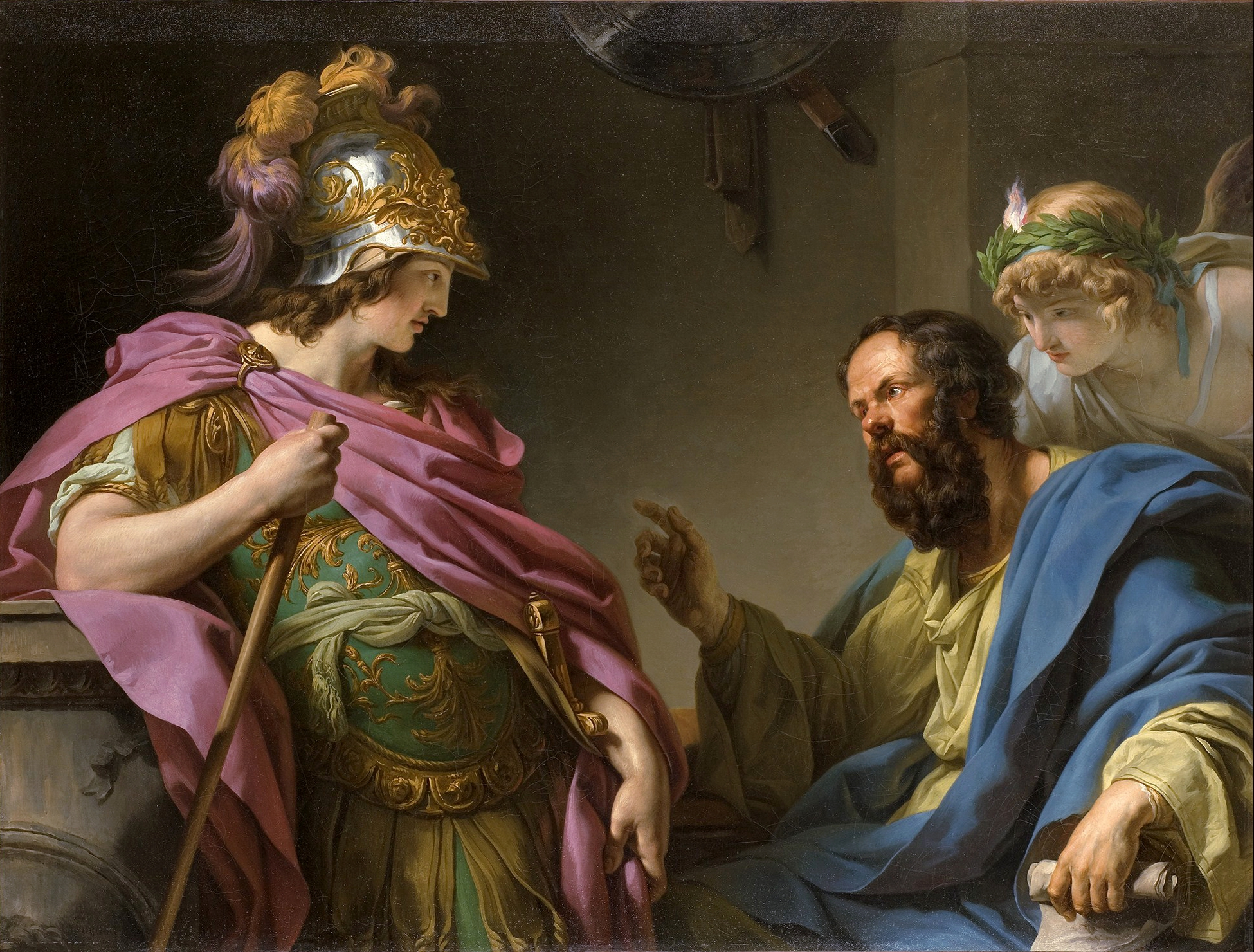
Alcibiade e Socrate (dipinto di François-André Vincent, XVII secolo)

Mentre le truppe ateniesi iniziavano le operazioni belliche, giunse da Atene la nave Salaminia che recava l'invito per Alcibiade a far ritorno in patria per essere processato, dato che risultò colpevole della profanazione dei misteri dopo la testimonianza di Agariste e le confessioni di Tessalo, figlio di Cimone. Alcibiade decise di ottemperare agli ordini ma poi, temendo una possibile congiura da parte dei suoi nemici in patria, scelse di allontanarsi dall'imbarcazione ateniese all'altezza di Locri; giunto a Sparta, preferì chiedere asilo politico tradendo di fatto la sua patria. A quel punto il tribunale ateniese emanò una sentenza immediata che gli infliggeva la condanna a morte e la confisca dei beni.

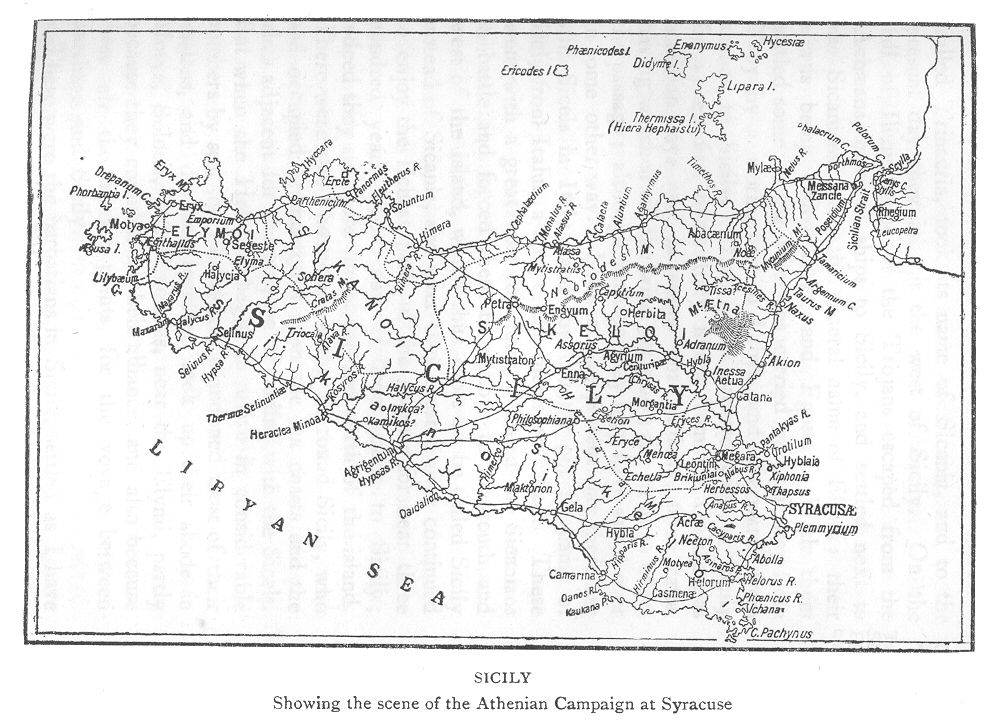
La Sicilia e lo scenario della spedizione ateniese prima dello scontro con Siracusa (Richard Crawley)

La partenza di Alcibiade determinò, quindi, un doppio comando delle truppe, da una parte quelle di Nicia e dall'altra quelle di Lamaco. In un primo momento le forze ateniesi, sempre mantenendo la base militare a Catania, si mossero verso Segesta, veleggiando lungo la costa tirrenica della Sicilia. Cercarono dapprima rifugio a Himera senza essere ricevuti, quindi conquistarono Hykkara, nemica di Segesta, schiavizzando gli uomini e le donne, tra cui l'etera Laide. Da parte di nessuno storico, però, si ricevono informazioni riguardanti le città puniche della Sicilia. Di Cartagine e di un possibile accordo, aveva già parlato Ermocrate nel suo discorso nell'agorà, ma dallo storico della Guerra del Peloponneso, Tucidide, non giunge una parola sulle mosse dei Cartaginesi alla notizia di una spedizione ateniese.
In ogni caso, rasa al suolo Hykkara, una parte delle truppe di terra tornò verso Catania e un'altra si mosse verso Segesta al comando di Nicia.

### La battaglia di Siracusa
Dopo le prime conquiste sul versante tirrenico, le forze ateniesi si concentrarono su Siracusa cominciando la battaglia con uno stratagemma: dopo aver attirato la cavalleria siracusana nei pressi di Catania, mossero via mare e sbarcarono senza incontrare resistenza a sud della città nel porto Grande di Siracusa, nei pressi del tempio di Zeus (Olympieion) dove allestirono subito un accampamento.
(Tucidide, La guerra del Peloponneso, VI, 67)
Al primo scontro tra i due eserciti, i Siracusani ebbero la peggio perdendo circa 260 uomini contro i 50 del fronte ateniese. Dopo la prima sconfitta la cavalleria fece rapido ritorno tra le mura della città per poi tornare a rafforzare l'esercito; i Siracusani, infatti, pur avendo un esercito meno esperto di quello ateniese contavano su una maggiore rapidità di spostamento. La sconfitta indusse Ermocrate a prendere i primi provvedimenti: fu imposta la leva obbligatoria, i cittadini più poveri vennero armati a spese dello Stato e per velocizzare le decisioni, il numero di strateghi venne ridotto da quindici a tre, uno dei quali era proprio Ermocrate.

### La pausa invernale
Giunta la pausa dell'inverno del 415-414 a.C., i combattimenti cessarono e parte delle truppe ateniesi si ritirarono verso Naxos. Successivamente si trasferirono a Catania e, approfittando della tregua, inviarono una parte degli ambasciatori ad Atene per ottenere altro denaro; inviarono anche degli ambasciatori a Cartagine, presso gli Etruschi e tra i Siculi alla ricerca di nuovi alleati che rinforzassero soprattutto la cavalleria. Uno spunto di riflessione è dato anche dall'invio di ambasciatori presso Kamarina, colonia di Siracusa che da sempre rivendicava l'autonomia, quando nella città erano presenti Ermocrate e alcuni suoi delegati. Questa decisione evidenzia chiaramente quale fosse la «dottrina di espansione e d'impero», come la definisce lo storico inglese Freeman, pronta a creare ribellioni tra gli alleati dei nemici, a favorirne l'indipendenza e, come in questo caso, a tentare di stipulare un'alleanza pur di distaccarli dal vero nemico, Siracusa.

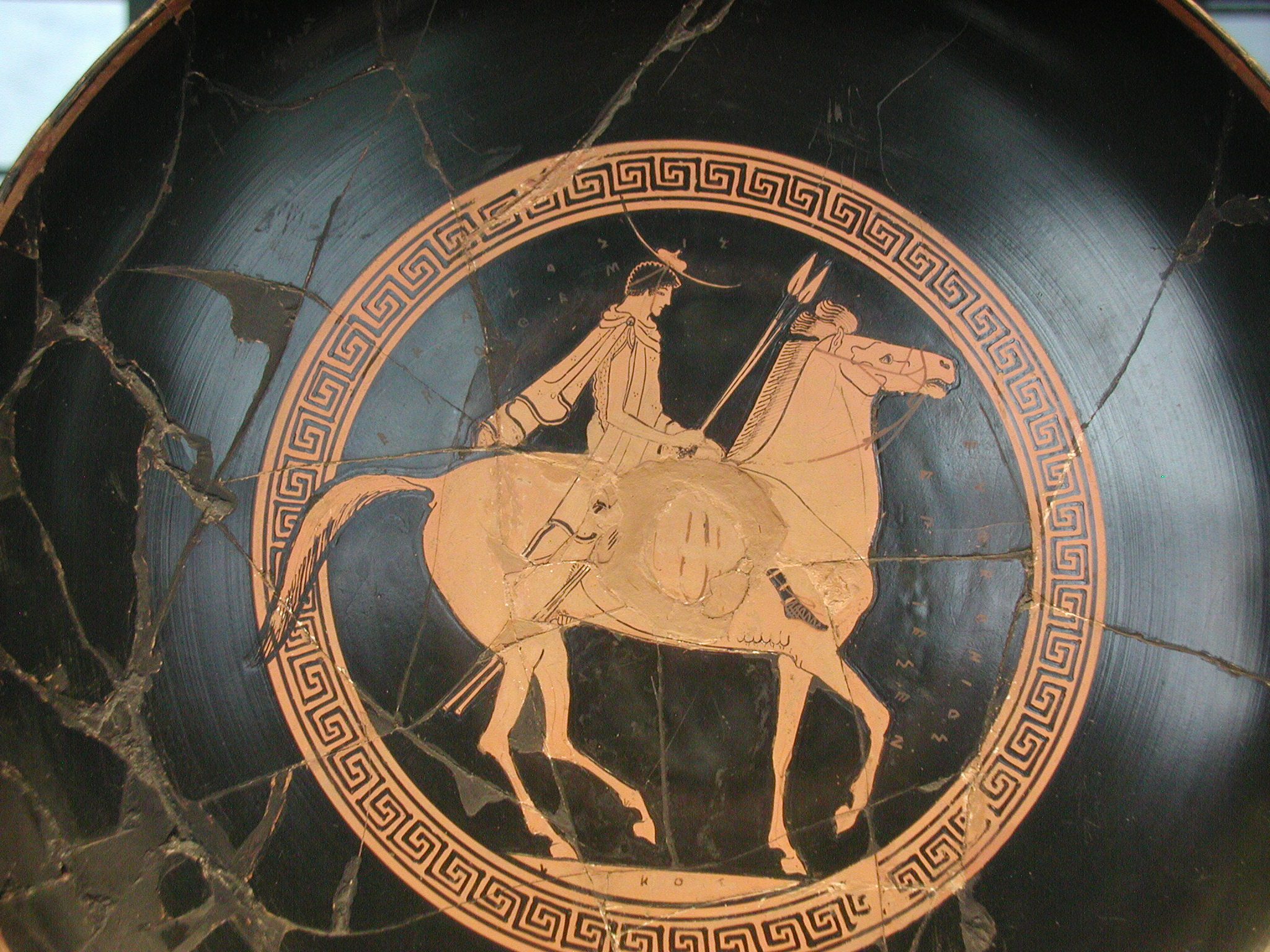
Hippeis ateniese del V secolo a.C. dipinto su un vaso da Eufronio e conservato al museo del Louvre

Allo stesso modo degli Ateniesi, i Siracusani poterono approfittare della pausa per riprendersi dalle perdite subite, erigendo bastioni di difesa presso la Neapolis, uno dei quartieri della città e cercando altri alleati in soccorso. Infatti furono mandati degli ambasciatori a Corinto e Sparta (ottobre-novembre 415 a.C.). Ma mentre i Corinzi decisero di correre in soccorso dei Siracusani, gli Spartani preferirono inviare soltanto ambasciatori in città per impedire qualsiasi accordo con gli Ateniesi; tale atteggiamento si spiega con la condotta avuta da Siracusa nel 431 a.C. quando questa, di fronte a una richiesta di aiuto militare da parte di Sparta, aveva deliberato di non concedere né uomini né finanziamenti. Per Corinto invece il soccorso alla ex colonia era una «questione di onore», dato che era stata fondata da Archia, un Eraclide di Corinto, ma per Sparta un secco rifiuto avrebbe potuto provocare la rottura delle relazioni e un cambiamento della tradizionale politica verso gli altri alleati. Come già detto, mentre giungevano gli ambasciatori ateniesi a Kamarina, i Siracusani guidati da Ermocrate stavano già intessendo delle trattative con i Kamarinesi che alla fine scelsero di aiutare la madrepatria siciliana. Il contingente inviato da Kamarina, consistente in pochi cavalieri e pochi arcieri, fu mandato non tanto per vero interesse nella difesa di Siracusa, ma per la paura di essere successivamente puniti nel caso in cui i Siracusani fossero riusciti a resistere all'assalto degli invasori. Tutto ciò mostra anche in quali rapporti di alleanza-sudditanza fossero molte colonie greche del Mediterraneo, dato che anche Atene portava avanti questo tipo di politica.
Nel frattempo gli Ateniesi avevano tentato un assalto contro Messina, senza tuttavia riuscire nell'intento, dovendo poi ripiegare su Naxos. La guerra ormai assumeva un'importanza crescente anche per il nuovo ruolo assunto da Alcibiade che, passato tra le file degli Spartani, suggeriva l'invio di truppe per difendere la Sicilia dagli invasori: caduta Siracusa infatti, il dominio ateniese si sarebbe inevitabilmente allargato anche alla regione del Peloponneso. Fu infatti Alcibiade a suggerire nel 413 a.C. l'invio del generale spartano Gilippo a Siracusa: una mossa che avrebbe ribaltato le sorti del conflitto.

## L'assedio degli Ateniesi (414 a.C.)
| 1. Siracusa 2. Porto grande 3. Porto piccolo 4. Cava 5. Doppio muro ateniese 6. Anello 7. Labdalo | 1. Muraglia non completata 2. Contromuro 3. Olympeion 4. Plemmyrion 5. Eurialo 6. Palude |

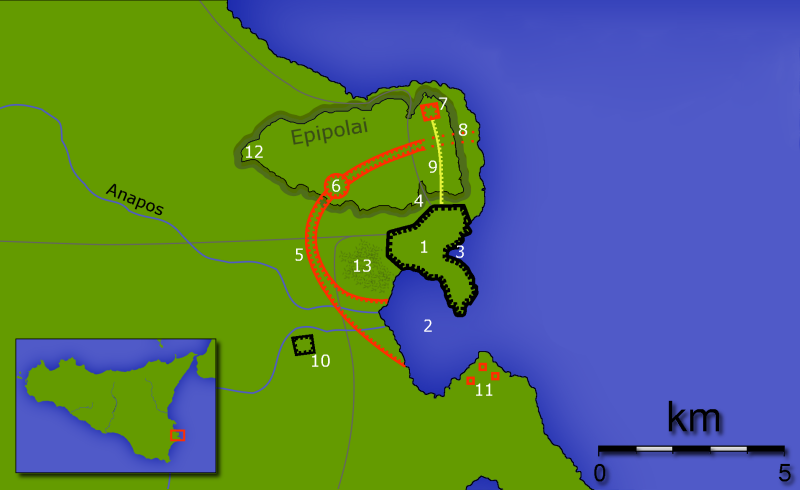
Mappa dell'assedio ateniese a Siracusa. Risultano visibili il doppio muro ateniese e il contromuro difensivo siracusano principale (anche se le posizioni non sono precise).

Con l'arrivo della primavera giunsero 30 talenti d'argento e nuovi rinforzi ateniesi: 250 cavalieri appiedati, 30 arcieri a cavallo che, trovata sistemazione nel vicino porto di Thapsos, permisero la ripresa degli attacchi contro le città limitrofe per stringere Siracusa in una morsa. Essi ebbero inizio a Megara Iblea con l'incendio dei campi e l'aggressione dei borghi vicini, poi a Centuripe fino ad arrivare al fiume Teria, posto tra il territorio siracusano e catanese. E così Siracusa, temendo ormai un imminente assedio, designò Diomilo alla testa di un gruppo di 600 opliti per condurre interventi rapidi sul fronte dell'Epipoli, sul fronte nord della città, che diverrà il luogo principale dell'assedio ateniese.
La flotta di Atene infatti era ormeggiata presso la penisola di Thapsos e l'esercito era pronto ad attaccare da nord presso il castello Eurialo come prevedeva il piano di Lamaco. Solo a questo punto, come suggerisce Freeman discostandosi da Tucidide, probabilmente risale l'elezione a generali di Eracleide figlio di Lisimaco e Sicano figlio di Essecesto, insieme a Ermocrate, già designato dall'assemblea del 415 a.C. Nonostante i preparativi, al primo scontro con le truppe terrestri ateniesi i Siracusani, sorpresi nel pieno della notte, persero metà del gruppo di opliti assieme allo stesso Diomilo. Gli Ateniesi, a quel punto, poterono stanziarsi nella fortezza del Labdalo, nell'altopiano dell'Epipoli, dove potevano controllare i movimenti dell'intera città. Da quella posizione avanzarono verso Tiche erigendo un muro difensivo che avrebbe dovuto isolare la città, bloccando la fornitura di acqua dagli acquedotti e impedendo qualsiasi comunicazione con l'esterno.

### La costruzione del muro ateniese
Vistisi pericolosamente dominati dall'avanzata ateniese i Siracusani cercarono di contrastarli attaccando, senza tuttavia riuscire a sconfiggere la cavalleria ateniese che aveva ricevuto copiosi rinforzi, 300 cavalieri da Segesta, 100 dai Siculi, dai Nassi e da altri. Così contrastata ogni resistenza gli Ateniesi proseguirono celermente alla costruzione del muro che doveva totalmente circondare Siracusa, dal Porto Grande alla costa nord. Nel punto centrale di tale costruzione, che venne chiamato Syka, fu costruito con gran velocità un torrione rotondo detto kyklos (dal greco antico κύκλος, «cerchio»). Le mura furono costruite alla base delle colline, su un territorio non troppo scosceso, in modo da velocizzare i tempi di ultimazione, tuttavia non si conosce l'esatta ubicazione del tracciato che doveva essere lungo circa 5 km: secondo la ricostruzione di Holm si sarebbe unito alla fortificazione del colle Temenite (nei pressi del teatro greco). Si è comunque certi che il muro ateniese fosse costituito da due livelli e che Nicia riuscì a completare la parte sud solo dopo l'arrivo del generale spartano Gilippo. La parte a nord resterà incompiuta.

### Il contro-muro siracusano e la morte di Lamaco

Mappa del muro ateniese e dei vari contro-muri siracusani

Un nuovo attacco fu lanciato da parte di Ermocrate che non riuscì a sconfiggere la cavalleria ateniese che tenacemente resistette, permettendo così agli Ateniesi di completare anche la sezione nord del muro. A quel punto dovendo rinunciare a nuovi attacchi frontali per evidenti difficoltà tattiche, i Siracusani intrapresero la costruzione un contro-muro di sbarramento che verrà completato solo dopo l'arrivo del generale Gilippo; un muro più "interno" (cioè a est) di quello nemico che univa il colle Temenite a sud-est dell'Epipoli, al Trogilo, che sta a nord-est dell'Epipoli. L'ultimazione di questo progetto avrebbe potuto significare la salvezza della città, perciò, per evitare attacchi ateniesi durante la costruzione, furono costruite in pochi giorni alcune fortificazioni in legno; così si permise l'avanzamento dei lavori anche nella zona appena al di fuori dal recinto urbano. D'altra parte, la principale preoccupazione ateniese era quella di mantenere il possesso del Syka che fungeva da vero e proprio anello tra le mura.
Ma, a seguito di un rapido attacco al contro-muro siracusano, gli Ateniesi vinsero distruggendo le fortificazioni e guadagnando più tempo per fortificare la zona di Portella del Fusco, a sud-est del castello Eurìalo, al fine di completare il muro sino al Porto Grande. Un secondo contro-muro, più a sud del primo, fu costruito dai Siracusani sfruttando in parte le fortificazioni di Gelone presso l'Acradina.
Entrati nel pieno dell'assedio, gli Ateniesi chiesero aiuto alla propria flotta, ancora appostata presso la penisola di Thapsos, dando l'ordine di irrompere nel Porto Grande. In un momento così delicato Nicia dovette momentaneamente lasciare il comando, essendo malato di una congenita forma di nefrite di cui soffriva da tempo. A quel punto un ulteriore attacco siracusano consentì la riconquista del primo contro-muro con l'accerchiamento di 300 truppe ateniesi: Lamaco così giunto in soccorso del distaccamento accerchiato, si trovò isolato dal grosso dell'esercito e qui fu ucciso insieme a cinque o sei compagni. La morte di Lamaco risultò fatale, secondo Freeman, perché senza il suo comando Nicia, benché fosse malato, avrebbe dovuto guidare da solo tutti i soldati per continuare l'assedio di Siracusa, cosa a cui era stato contrario fin dalla partenza della spedizione da Atene.
Nicia sapeva comunque che il Syka non poteva cadere nelle mani dei Siracusani, e per questa ragione ordinò ai suoi uomini di dare fuoco alle macchine e alla legna ammucchiate nei pressi del contro-muro nemico e, grazie a opportuni rinforzi da parte della flotta, che nel frattempo era riuscita a penetrare le difese del Porto Grande, contenne l'assalto terrestre siracusano e impose alla città anche un saldo blocco navale (estate 414 a.C.). In seguito fece erigere un trofeo, e stipulata una tregua riottenne i corpi di Lamaco e dei suoi compagni. Nei giorni seguenti Nicia, dimostrando la sua tattica difensiva, permise l'avanzamento del muro a sud, trascurando però la parte nord che restò incompiuta. Nel frattempo arrivarono i rinforzi dagli Etruschi e da alcune poleis siceliote che si erano schierate con Atene subito dopo i primi successi della spedizione.
Nello schieramento siracusano intanto regnava la confusione: il popolo vistosi minacciato dall'avanzata ateniese costrinse alle dimissioni Ermocrate e i suoi accoliti, responsabili di non essersi difesi al meglio contro i nemici, eleggendo come generali Eraclide, Eucle e Tellia. Sfruttando questa situazione di incertezza, il partito filo-ateniese presente in città richiese un colloquio con Nicia, confidando nella stipulazione di un accordo che, a loro modo di vedere, sarebbe stato l'unico modo per salvarsi da una sicura sconfitta.

### L'intervento spartano
(Giovanni Evangelista di Blasi, Storia del regno di Sicilia dell'epoca oscura e favolosa sino al 1774, volume I, 1844, p. 129)

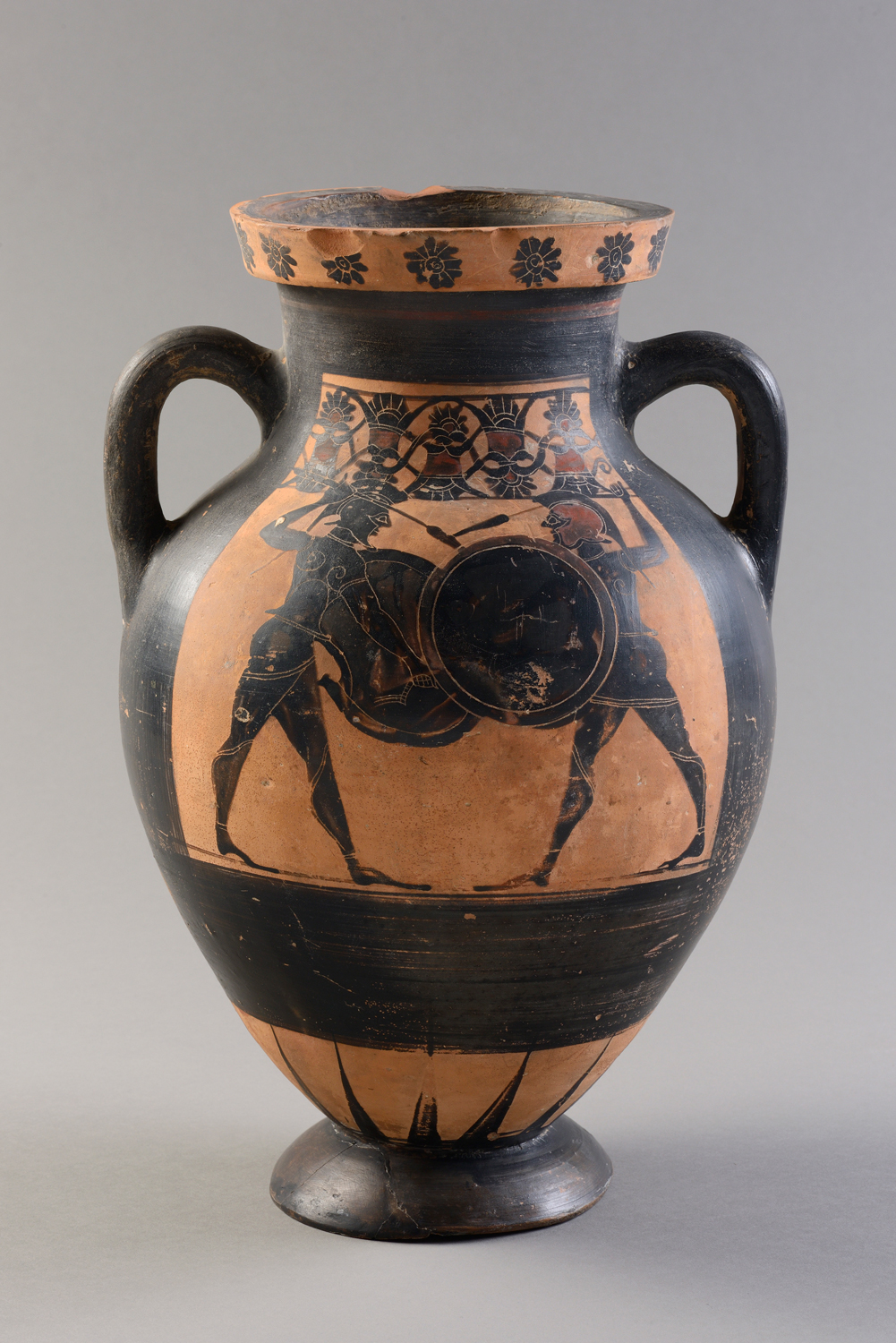
Un combattimento tra due opliti, su un'anfora attica del VI secolo a.C. conservata al museo delle Belle Arti di Lione

Nello stesso frangente Gilippo, comandante spartano, fu incaricato dagli Spartani e dai Corinzi, esortati sia da Alcibiade sia dagli ambasciatori siracusani, di mettersi al comando di un contingente di navi e di soldati diretti a Siracusa. Come nota lo storico Freeman, la decisione di inviare rinforzi probabilmente fu presa dopo la consultazione dell'assemblea spartana, il cui responso venne dato immediatamente agli ambasciatori (sul cui ritorno in città Tucidide non fa però nessuna menzione). La ragione per cui furono accolte le richieste di Siracusa non risiede solamente in una mera forma di solidarietà tra città dalla stessa stirpe (Siracusa era una colonia fondata dai Corinzi), ma dal tentativo di bloccare le ambizioni di Atene.
Gilippo raccolse presso Leucade, al tempo della morte di Lamaco, due navi spartane e due di Corinto. L'obiettivo era di arrivare a Siracusa nel minor tempo possibile nella speranza di intervenire tempestivamente, anche se, al momento di salpare da Leucade, girava la voce che la città stesse per cadere. Gilippo e il suo esercito giunsero a Taranto, dopo essere partiti da Leucade, evitando la navigazione costiera e risparmiando così del tempo prezioso. Prima di raggiungere la Sicilia, Gilippo cercò invano il sostegno di Turi, colonia ateniese spesso soggetta a cambiamenti di regime.
In Sicilia giunse prima a Himera, città alleata, dove poté arruolare 1 000 uomini tra i Siculi e altri 1 000 da Imeresi, alcuni geloi e altri 100 cavalieri, oltre al proprio contingente di 700 soldati. Con quel contingente poté mettersi in marcia per Siracusa. Nel frattempo era già arrivata a Siracusa una trireme proveniente da Corinto al comando di Gongilo che non solo riuscì a impedire che i Siracusani decretassero la resa ma annunciando l'imminente arrivo di Gilippo e di altri uomini, riuscì a risollevare il morale già provato degli assediati.
Pochi giorni dopo giunse il generale Gilippo che prese subito il comando delle truppe e riprese gli attacchi. I primi furono fallimentari ma gli permisero di impadronirsi del forte ateniese del Labdalo (sito a nord della città), approfittando anche del fatto che tale località non era visibile dalla postazione degli Ateniesi. Per quale motivo Nicia non abbia contrastato l'arrivo di Gilippo, nonostante avesse in suo controllo buona parte della città, è una questione a cui Tucidide però non dà spiegazione; sicuramente sottovalutò i pericoli dei rinforzi, non completò l'intero muro ancora in costruzione sia a nord sia a sud e non diede ordine di occupare il Porto Grande per impedire l'approdo della flotta di Gilippo che, secondo Freeman, dovette apparire come «una poco temibile flottiglia preposta ad atti di pirateria».
Prima dell'arrivo di Gilippo, gli Spartani avevano inviato un'ambasceria ai generali ateniesi col proposito di stipulare una tregua in cui si sanciva la ritirata dell'esercito aggressore entro cinque giorni. Nicia, ricevuta la delegazione, la rispedì indietro senza una risposta, talmente sicuro dei propri mezzi da chiedere all'araldo se «era per la presenza di un mantello e di un bastone spartano che le prospettive siracusane erano diventate così favorevoli all'improvviso da indurli a disprezzare gli Ateniesi». Come emerge chiaramente da questo passo, Nicia, comandante di grande esperienza, era fiducioso nella conquista della città, e ignorò o, più verosimilmente, non fu a conoscenza dell'arrivo dei rinforzi spartani di Gilippo.

### Le prime vittorie di Gilippo e l'arrivo dei rinforzi ateniesi

Punta della Mola, la zona del Plemmirio in cui gli ateniesi trovarono rifugio per condurre gli attacchi al Porto Grande (l'immagine in particolare mostra una latomia sul mare)

Mentre Nicia avviava anche la fortificazione del Plemmirio (dove era presente un importante accampamento), i Siracusani ripresero la costruzione del contro-muro sull'Epipoli dando inizio a ulteriori scontri: nel primo di essi, in cui morì Gongilo, gli Ateniesi ebbero la meglio poiché la lotta avvenne tra gli spazi ristretti delle due mura, dove la potente cavalleria di Gilippo non poteva intervenire. Nel secondo invece fu grazie alla cavalleria che i Siracusani ottennero un clamoroso successo, dimostrando una grande superiorità negli spazi aperti.
Nel frattempo i Siracusani iniziarono la costruzione di un altro contro-muro, il terzo, verso ovest e in direzione trasversale al muro ateniese (probabilmente passante presso il castello Eurialo, punto strategico insieme al già conquistato Ladbalo): questa fu anche una scelta difensiva per temporeggiare dato che stavano giungendo delle navi corinzie. Ogni piccola vittoria si dimostrava fondamentale perché permetteva di guadagnare tempo, a danno dello sconfitto, nella costruzione del proprio muro (cioè del muro principale ateniese verso nord e del terzo contro-muro siracusano).
Seppur galvanizzati dalle ultime vittorie, i Siracusani chiesero comunque ulteriori soccorsi alle città vicine che inviarono dei soldati e alcune navi. Nicia, sempre più scettico riguardo al buon esito dell'impresa, divenne timoroso delle forze avversarie anche a causa delle crescenti difficoltà nel fare arrivare i rifornimenti nonché del cattivo stato delle navi. A quel punto scrisse una lettera agli Ateniesi per informarli della situazione, allo scopo di richiedere o il richiamo degli uomini oppure l'invio di un nuovo contingente assieme a un comandante, dal momento che non poteva più reggere lo sforzo bellico a causa del suo pessimo stato di salute. Gli Ateniesi non permisero a Nicia di rientrare in patria, ma inviarono un nuovo corpo di spedizione che, partito da Atene con 65 navi e 1 200 opliti, giunse a Siracusa (grazie ai rinforzi concessi dalle città alleate) fornito di 73 navi e 5 000 opliti, al comando di Demostene. Il primo contingente a presentarsi fu quello di Eurimedonte con 10 navi e 120 talenti; oltre a ciò gli Ateniesi affiancarono a Nicia i generali, già presenti a Siracusa, Menandro ed Eutidemo.

## Il capovolgimento delle sorti della guerra (413 a.C.)

### La battaglia nel Porto Grande e la riconquista del Plemmirio
(Tucidide, Guerra del Peloponneso, VII, 23.)

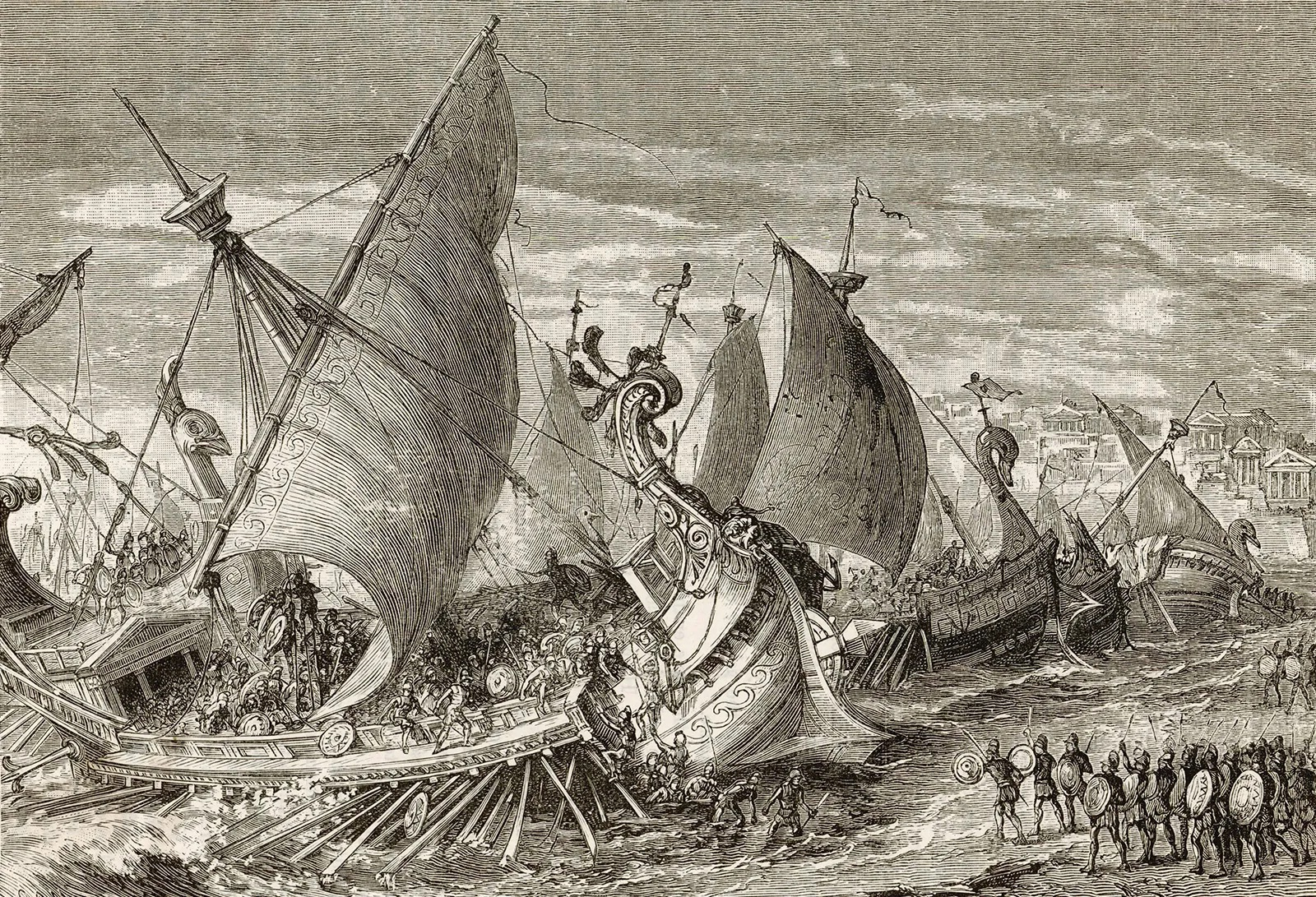
Battaglia navale di Siracusa in una stampa inglese del XIX secolo

Grazie all'opera di incoraggiamento Gilippo e di Ermocrate, che convinsero i Siracusani ad affrontare gli Ateniesi sul mare (essendo nota la supremazia dei secondi), si iniziò il riarmo della flotta in modo da contrastare gli Ateniesi nel Porto Grande con l'ausilio delle navi corinzie, per poi tentare la conquista del Plemmirio da dove gli Ateniesi controllavano l'accesso al porto e si garantivano i rifornimenti. Una notte, mentre Gilippo si apprestava ad attaccare da terra il Plemmirio, i Siracusani mossero 35 triremi dal Porto Grande e altre 45 dall'arsenale nel Porto Piccolo onde assalire la marina ateniese che sottovalutò la forza avversaria confidando nella propria esperienza. Quando gli Ateniesi si accorsero dell'attacco armarono 60 navi ma i Siracusani, nonostante la sconfitta (gli Ateniesi, infatti, eressero un trofeo), sfruttarono la loro superiorità numerica e tecnica, e mantennero la conquista dei tre forti del Plemmirio. Il merito di questo risultato fu sicuramente dovuto all'equipaggiamento delle navi corinzie su cui erano stati potenziati i caponi, strutture sporgenti da entrambe le parti della prua che potevano scalfire e perforare le navi avversarie.
Sfruttando il frangente favorevole quando ancora si stava combattendo nel Porto Grande, Gilippo riuscì a occupare le fortificazioni sul Plemmirio e a impadronirsi delle attrezzature dei nemici oltre che di grano, denaro e uomini. Con la caduta del Plemmirio, Nicia, oltre al controllo sul Porto Grande, perse anche la possibilità di ottenere facilmente rifornimenti dal mare perché la flotta ateniese in cattivo stato di manutenzione e bloccata da alcune palizzate poste in acqua dai Siracusani, non poté proseguire oltre il Daskon. La cavalleria siracusana, nel tentativo di isolare del tutto gli Ateniesi, cominciò a intercettare anche i viveri provenienti da Catania. A quel punto le truppe ateniesi furono costrette a ripiegare presso le mura, in posizione sfavorevole al prosieguo degli attacchi. La situazione si era di fatto capovolta, adesso erano i Siracusani a bloccare gli Ateniesi nel porto Grande sia da terra sia per mare (con l'appostamento di una guarnigione di triremi).

### Il soccorso ateniese

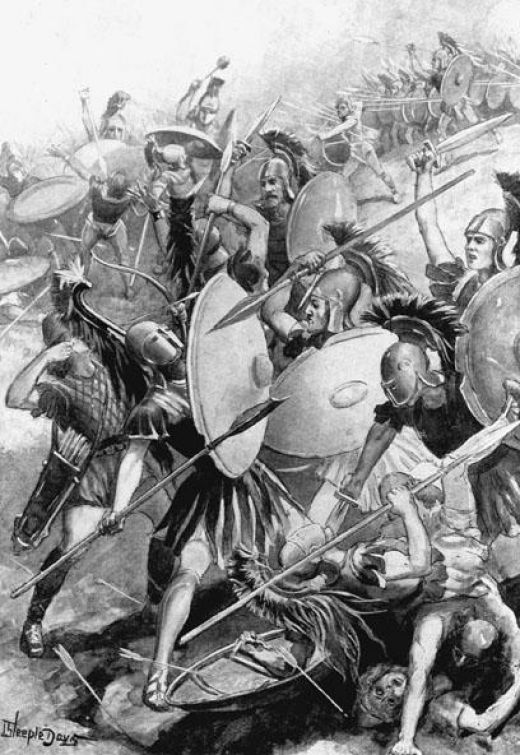
Lo scontro dei due eserciti in un'illustrazione del XIX secolo

Proprio come avvenne durante la prima pausa invernale del 415 a.C., anche in questo caso sia i difensori sia gli attaccanti raccolsero i rinforzi (Siracusa aveva ricevuto altri 1 700 opliti da Capo Tenaro e dal golfo di Corinto, e godeva dell'appoggio di quasi tutte le poleis in Sicilia) e inviarono ambascerie: da queste trasse un vantaggio Siracusa, che, dopo la riconquista del Plemmirio, era riuscita a stipulare alleanze con Camarina, inizialmente neutrale, e Gela.
Nel giugno del 413 a.C. giunsero i rinforzi da Atene guidati da Eurimedonte e Demostene consistenti in 73 triremi, 5 000 opliti e numerosi arcieri, frombolieri e tiratori. Per conto della flotta siracusana prese il comando il corinzio Aristone con l'intento di «privare gli Ateniesi di tutti i vantaggi che le circostanze avevano dato loro in non piccola misura [negli scontri precedenti]». Tra gli Ateniesi assunse il comando Demostene, essendo Nicia ancora infermo. Per non dare il tempo di far organizzare i nemici, i Siracusani compirono un duplice attacco: uno al muro principale ateniese e uno navale. La mossa però non solo non diede alcun vantaggio, ma anzi permise agli Ateniesi di lanciare un contrattacco notturno via terra mentre l'esercito nemico si riprendeva dalle perdite.
Nel contrattacco gli Ateniesi conquistarono la fortezza dell'Eurialo, raggiunsero il contro-muro siracusano e, messi in fuga i rinforzi siracusani, lo distrussero. Nello slancio, però, le forze ateniesi si dispersero su un fronte troppo ampio dove, incapaci di riconoscersi nel buio, gli stessi soldati ateniesi si scompaginarono fino a combattere l'uno contro l'altro.
Le perdite furono consistenti e i generali ateniesi si riunirono per discutere sul da farsi: Demostene per via delle epidemie, della scarsità di risorse e della sconfitta, consigliava la resa. Nicia, al contrario, confidando nei suoi contatti con gli esponenti filo-ateniesi presenti a Siracusa, insisteva nella necessità di logorare il nemico. Demostene ed Eurimedonte, pur poco convinti, accettarono il parere di Nicia che godeva ancora di ammirazione tra le truppe: così vennero mantenute le posizioni.

### L'eclissi di luna
(Storia della Grecia Antica, Biblioteca nazionale austriaca, 1823, pp. 169-170)
Le crescenti difficoltà di rifornimento indussero Nicia alla ritirata proprio quando, il 27 agosto del 413 a.C. alle 10 di sera circa, si verificò un'inattesa eclissi di luna che suscitò il panico tra le truppe. Nicia, che aveva ritenuto l'eclissi come segno premonitore di eventi infausti, ascoltando il consiglio dei suoi indovini (forse Stilbides, l'indovino privato di Nicia), decise di proseguire la ritirata verso Catania dopo la pausa suggerita dagli indovini, pur sapendo che le poleis alleate avevano cessato di inviare viveri.
Sarebbe un errore considerare il fenomeno dell'eclissi come sconosciuto per i Greci, essi erano a conoscenza della sua periodicità e della sua causa: a quel tempo diversi scienziati greci erano in grado di prevedere le eclissi senza cadere necessariamente nella superstizione. Tuttavia ciò che destava stupore e meraviglia negli uomini comuni non era tanto la manifestazione del fenomeno, come già detto, quanto il mistero che stava alla base della repentina perdita di luminosità della luna piena. Nel sapere popolare l'eclissi di luna, risultava «cosa non facile a capirsi e anzi era giudicata un fenomeno strano, un segno inviato dalla divinità a preannunciare eventi importanti». L'assunzione del sistema geocentrico rendeva appunto l'eclissi una «cosa non facile a capirsi», dato che proprio con questa rappresentazione era più semplice pensare che «la luna potesse frapporsi fra sole e terra che ammettere che la terra poteva frapporsi fra luna e sole», cosa che genera l'eclissi.

### Seconda battaglia del Porto Grande
Gli avvenimenti successivi all'eclissi di luna si possono riassumere in due scontri principali: nel primo, i Siracusani mossero le loro 76 navi contro le 86 ateniesi: Eurimedonte, comandante dell'ala destra, nel tentativo di accerchiare la flotta avversaria fu sospinto verso terra e quindi isolato dal centro dello schieramento che, messo in inferiorità, fu disperso: tutte le navi affondarono ed Eurimedonte morì. Successivamente gli Ateniesi, convinti che l'unica possibilità di salvezza risiedesse nel forzare il blocco per mare, decisero di caricare tutti i soldati nelle imbarcazioni e di lanciarsi al contrattacco con le 115 navi rimaste (9 settembre 413 a.C.).
Il 10 settembre del 413 a.C., approfittando di un giorno festivo per Siracusa (dedicato a Eracle) si decise di cominciare l'azione. Per cercare di forzare il blocco navale nacque all'interno del Porto Grande una caotica battaglia marittima condotta entro ristrettissimi spazi di manovra: la flotta ateniese impedita nei movimenti fu annientata dagli assalti dei soldati siracusani condotti da nave a nave, oltre all'affondamento e all'incagliamento di molte imbarcazioni. Le navi etrusche, alleate di Atene, che avevano combattuto con gran valore, per non esser catturate si schierarono alla fine dalla parte di Gilippo.

### La fuga mortale via terra
(Tucidide, VII, 75)

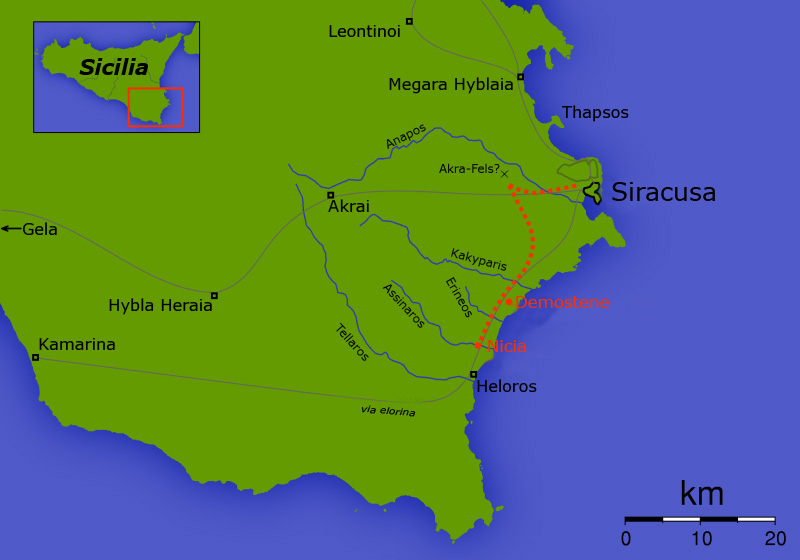
La mappa mostra il percorso delle truppe ateniesi in fuga da Siracusa

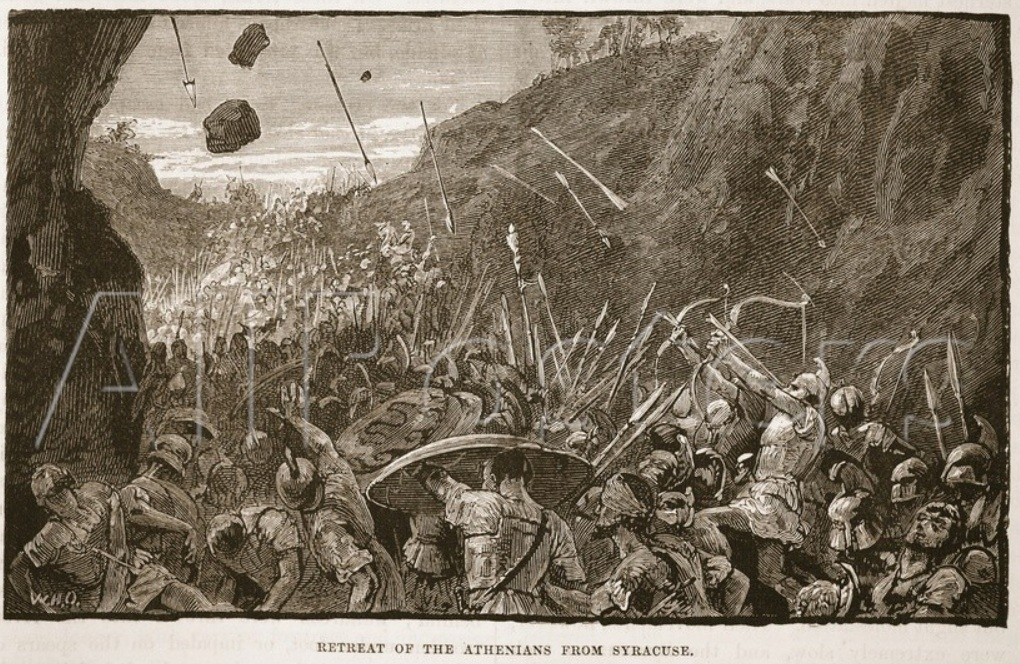
L'esercito ateniese in fuga, sotto l'attacco nemico

Nonostante la sconfitta gli Ateniesi contavano ancora un maggior numero di navi rispetto a quelle siracusane, ma i marinai, prostrati dall'ultima sconfitta, si rifiutarono di prendere posto nelle imbarcazioni e di combattere. Tutta la spedizione rischiava di fallire, gli Ateniesi non avevano subito una semplice sconfitta, in questo caso si trattava di un vero smacco perché battuti sull'acqua due volte, elemento su cui erano ritenuti i più forti. Dopo tre giorni di attesa, in seguito alla vana proposta di Demostene di ritentare una battaglia navale, le truppe ormai demoralizzate fuggirono verso Catania a piedi, marciando di notte per non essere intercettate: erano ormai rimasti 40 000 uomini. Ma l'attenta cavalleria di Gilippo dopo averli intercettati a ridosso dei monti Climiti costrinse gli Ateniesi a ripercorrere i propri passi per fuggire verso sud in direzione di Gela. I due generali tentarono ogni sforzo per ridare slancio ai soldati ma la situazione diveniva ogni giorno sempre più critica dato che il nemico, grazie al vantaggio della sua cavalleria, poteva decimare la colonna ateniese in fuga mediante continue imboscate e lancio di dardi o giavellotti; per guadagnare tempo provarono a ingannare i Siracusani accendendo dei fuochi per far credere d'essere accampati, quando in realtà stavano fuggendo col buio tra le campagne siracusane.
Inoltre la lunga fila di uomini in cerca di salvezza determinò la separazione in due gruppi: quello più avanzato, comandato da Nicia, era costituito da truppe scelte e molto disciplinate; mentre la parte più arretrata di sei miglia, guidata da Demostene, era composta da truppe scarsamente addestrate e indisciplinate. Lo spostamento verso Catania, a nord, risultò però impossibile, sicché agli Ateniesi restò solo la fuga a sud verso la costa, nei pressi della Via elorina.

#### La battaglia dell'Asinaro

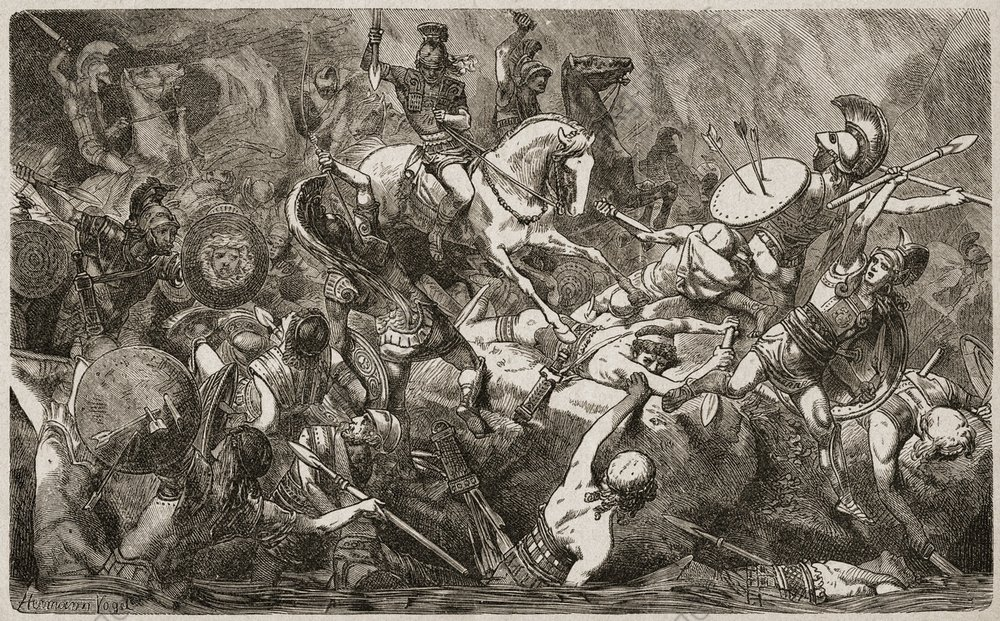
La caduta finale dell'esercito ateniese presso il fiume Asinaro

Dopo aver attaccato e vinto un presidio siracusano sul guado del fiume Cacipari, le forze di Nicia oltrepassarono il fiume Erineo ma la retroguardia di Demostene, circondata dalla cavalleria siracusana, bersagliata a distanza e ormai decimata dagli attacchi fu costretta alla resa. Nicia, senza sapere della resa di Demostene, distante oltre 30 stadi, proseguì la marcia con i suoi 18 000 opliti pesantemente armati per raggiungere le alte e franose sponde del fiume Asinaro.
Qui i Siracusani e gli Spartani all'inseguimento degli Ateniesi, consigliarono a Nicia di gettare le armi, proprio come aveva fatto Demostene. Avendo deciso di non arrendersi, le truppe furono esposte al continuo lancio dei dardi e dei giavellotti che ebbero l'effetto di aumentare la confusione tra le file dei superstiti. Accalcati sulle rive del fiume, senza aver organizzato alcuna protezione nelle retrovie, gli Ateniesi abbandonarono i ranghi per dissetarsi e in questo modo molti morirono per annegamento o furono calpestati nella rotta; altri soldati furono successivamente uccisi dalla dissenteria di cui le putride acque del fiume erano un facile veicolo.
Nicia, rimasto solo a comando, propose ai Siracusani la pace secondo certe condizioni: le truppe sarebbero potute tornare a casa; Atene avrebbe risarcito i costi della guerra; ogni cittadino ateniese avrebbe dovuto versare a Siracusa un talento. I termini però furono rifiutati da Gilippo. Nicia così, cercò nuovamente una via di fuga durante la notte, ma venne scoperto dai Siracusani grazie a 300 soldati ateniesi passati dalla fazione nemica. All'ottavo e ultimo giorno di fuga, il 18 settembre 413 a.C., Gilippo e i suoi uomini sconfissero definitivamente l'esercito di Nicia presso il fiume Asinaro, oggi attuale Falcomara o Fiumara di Noto.

## I prigionieri
I 7 000 superstiti ateniesi divennero tutti prigionieri finendo i loro giorni all'interno delle latomie, le cave di pietra siracusane, costretti ai lavori forzati sino alla morte o al meglio venduti come schiavi. Quei luoghi, infatti, privi di riparo dal caldo del giorno e dal freddo della notte, non lasciarono alcuno scampo per i prigionieri che sottoposti a dure condizioni di lavoro, morirono quotidianamente in gran numero tra le malattie e le sofferenze.

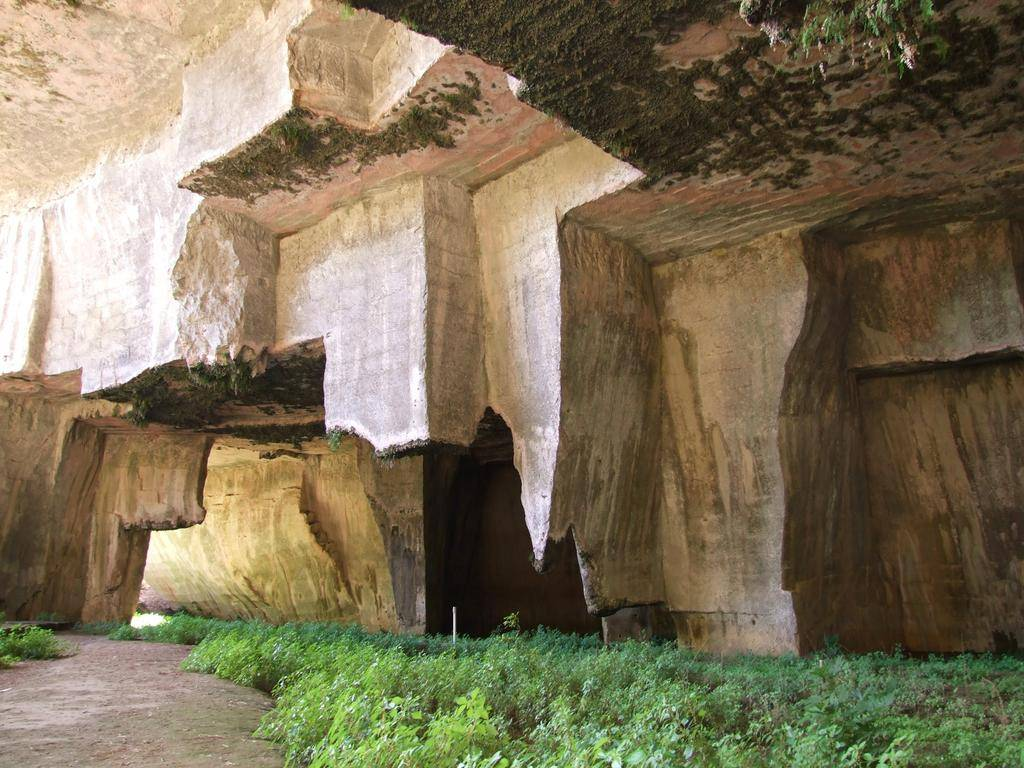
Parte della latomia del Paradiso, recante i segni degli scavi d'epoca greca nella pietra tufacea

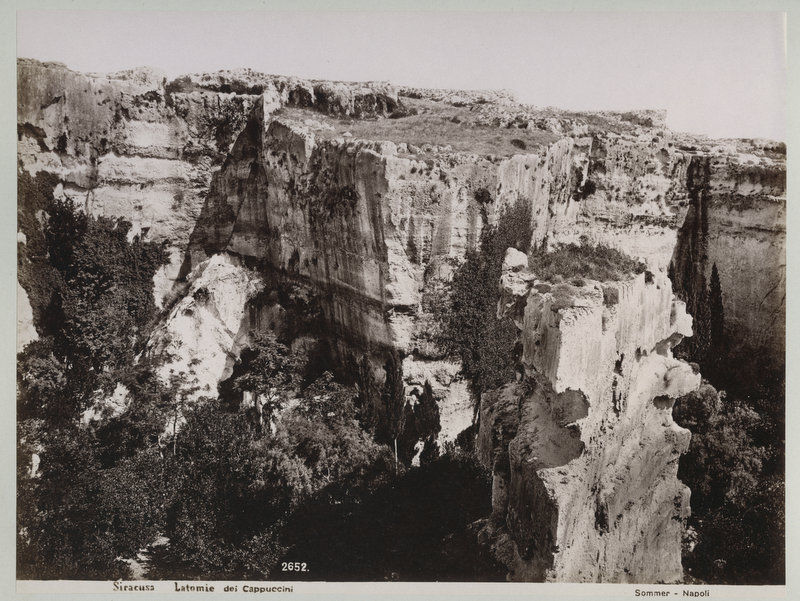
Altra latomia siracusana, detta dei Cappuccini: la più vasta del territorio

(Tucidide, La guerra del Peloponneso, VII, 87)

### La notizia dei prigionieri ad Atene
Secondo Plutarco, gli Ateniesi inizialmente non credettero al racconto della sconfitta da parte di un forestiero che si pensava volesse mettere in subbuglio la città. Che il popolo ateniese fosse a conoscenza della messa in prigione dei sopravvissuti, ne sono una prova tre diversi e disgiunti frammenti di varie stele: uno ritrovato vicino al teatro di Dioniso, uno sull'Acropoli di Atene e uno a nord dell'agorà, dai quali è possibile ricostruire il testo di un decreto in onore di Epicerde di Cirene (un trierarco?), datato 405/4 a.C.
Oltre alla stele, in Demostene (Contro Leptine, 42) è presente la dedica che il popolo ateniese offrì a Epicerde:
(Demostene, Contro Leptine, 42)
Su quest'affermazione gli storici e i filologi si dividono in chi pensa che la testimonianza di Demostene vada interpretata così com'è e chi considera la donazione delle 100 mine come un riscatto per liberare alcuni prigionieri.
I generali Demostene e Nicia vennero giustiziati dopo un breve processo (secondo Plutarco si uccisero davanti alle porte della città), nonostante la contrarietà di Gilippo, mentre i restanti sottufficiali vennero venduti come schiavi. Solo pochi sbandati riuscirono a raggiungere Gela e Lentini confondendosi con la folla. Dei 50 000 uomini inviati da Atene, ne sopravvissero solo 7 000, ma in pochissimi tornarono in patria per raccontare la strage dell'esercito ateniese. Al riguardo, Plutarco racconta un aneddoto secondo cui i prigionieri ateniesi in grado di recitare Euripide venissero rilasciati dai soldati siracusani, segno che il tragediografo greco era molto amato a Siracusa.

## Commemorazione della vittoria

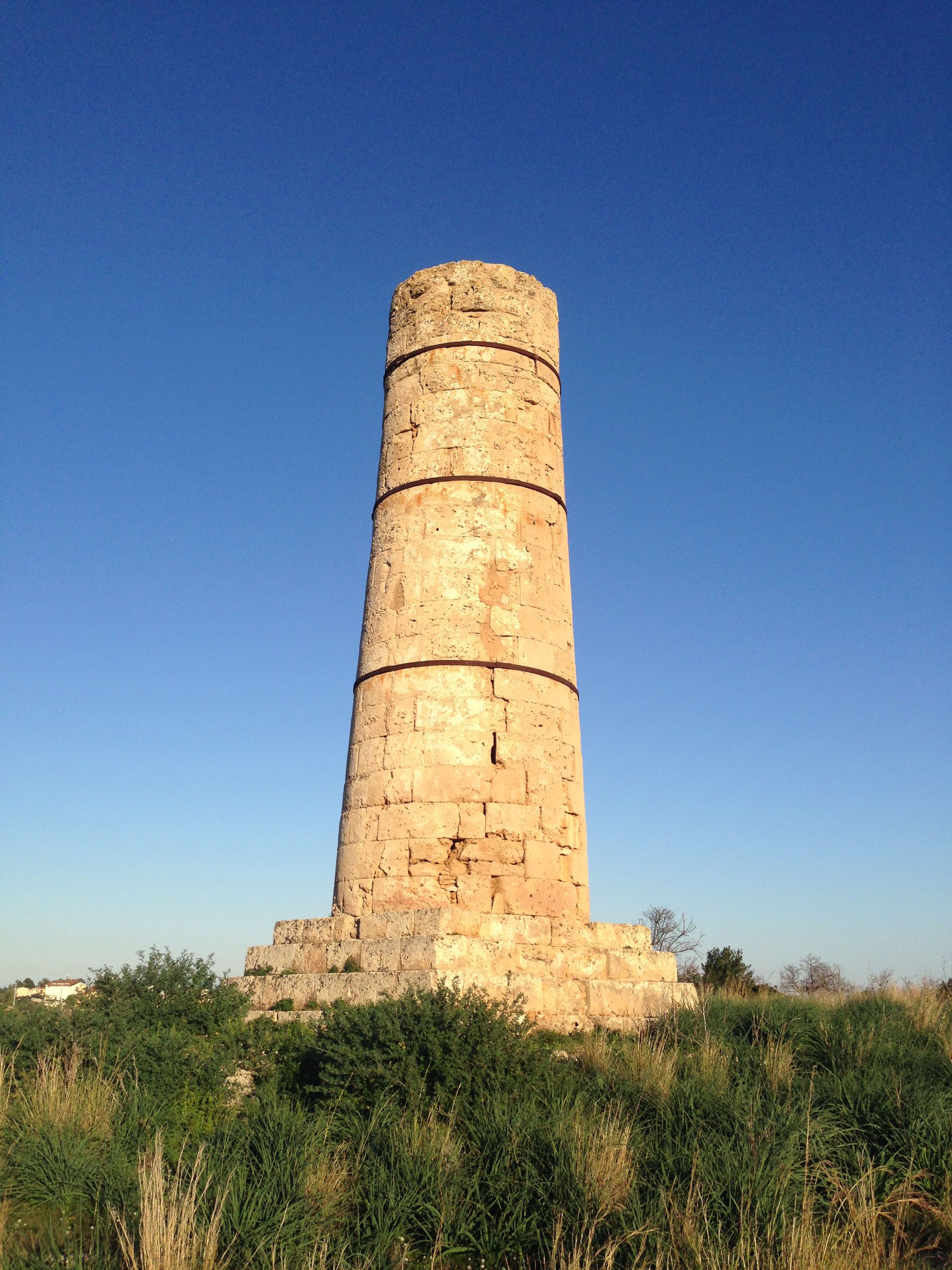
Lo pseudo-monumento commemorativo sull'Asinaro

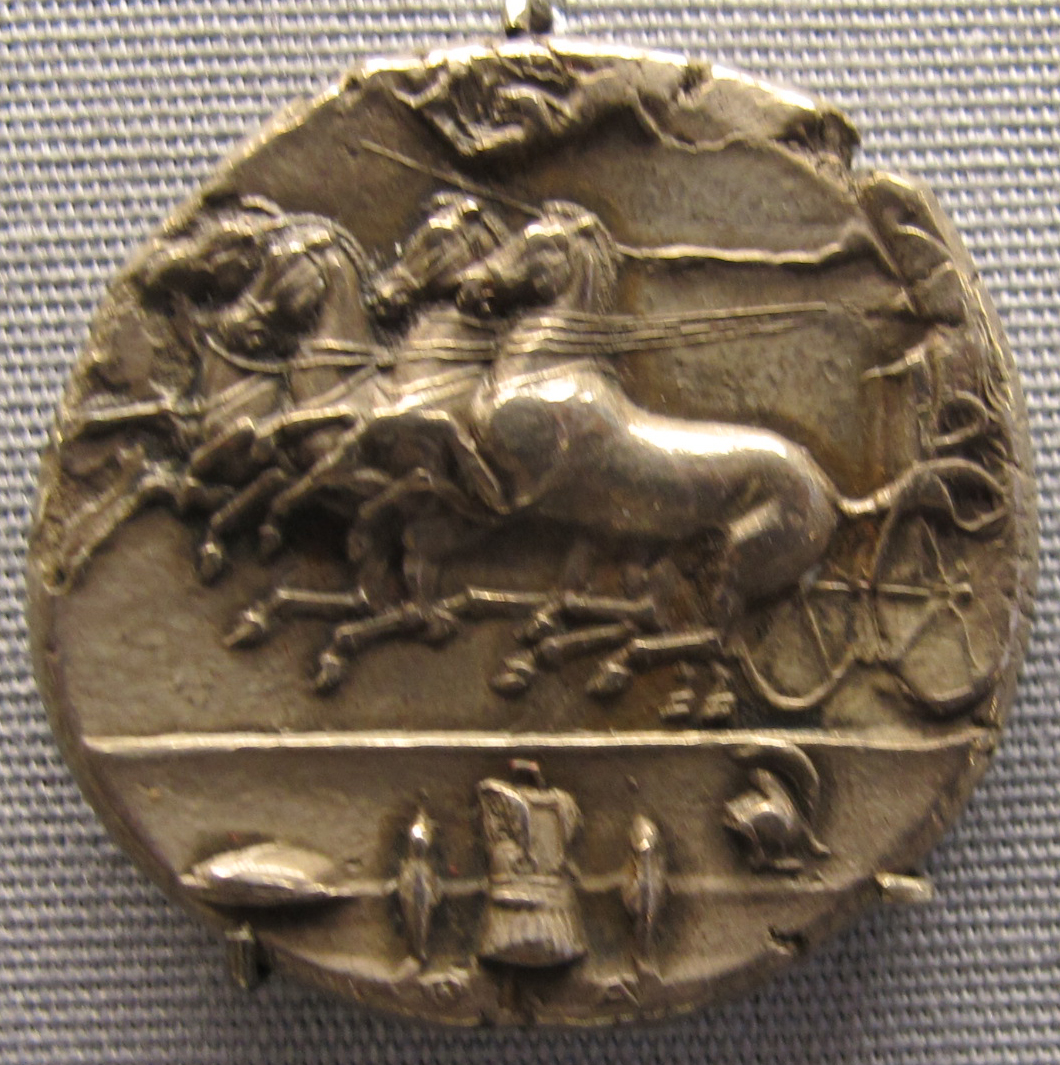
Un esemplare di pentêkontalitra (413-410 a.C.) caratterizzato dalla Nike e dall'armatura

L'imponente vittoria fu poi ricordata dai Siracusani, che decretarono il giorno 26 del mese Carneo (gli inizi di settembre del nostro calendario) una celebrazione annua in onore della ricorrenza chiamata Asinaria. A questa festa, attuata dopo l'approvazione del decreto di un certo Euricle, capo dei democratici, seguì probabilmente la coniazione di monete riguardanti la vittoria, come sostenne per primo Evans; lo studioso inglese ritiene che le monete siracusane recanti una raffigurazione di Nike, la dea della vittoria, non siano state emesse dopo la vittoria sui Cartaginesi (che avverrà sul finire del V secolo a.C.) ma ben prima, già dopo la vittoria contro gli Ateniesi. La monetazione di questo periodo viene denominata Pentêkontalitra e tutte le monete presentano un'impronta piuttosto simile caratterizzata dalla presenta di Aretusa e di un carro con la testa di Nike in rilievo. Molte di queste, soprattutto quelle di Eveneto, presentano in esergo la scritta ΑΘΛΑ (termine per identificare l'armatura) che potrebbe essere anche un'allusione agli Ateniesi ai quali, secondo Plutarco, i Siracusani dopo la battaglia di Asinaro sottrassero le armature e le «appesero agli alberi più belli e più alti che crescevano lungo il fiume [Assinaro]».
Fu edificato, inoltre, un monumento nei pressi del fiume Asinaro, molto probabilmente da identificarsi con la cosiddetta Colonna Pizzuta, posta nei pressi dell'antica città di Eloro. Nei pressi del monumento, sulla sponda destra dell'Assinaro, sono presenti anche i resti di un secondo edificio di forma quadrata e coperto da una cupola. È possibile che la costruzione fosse una tomba, probabilmente contenente i corpi degli Ateniesi recuperati dopo la prima battaglia del Porto Grande.

## Le ragioni della sconfitta
(Tucidide, La guerra del Peloponneso, VIII, 1)

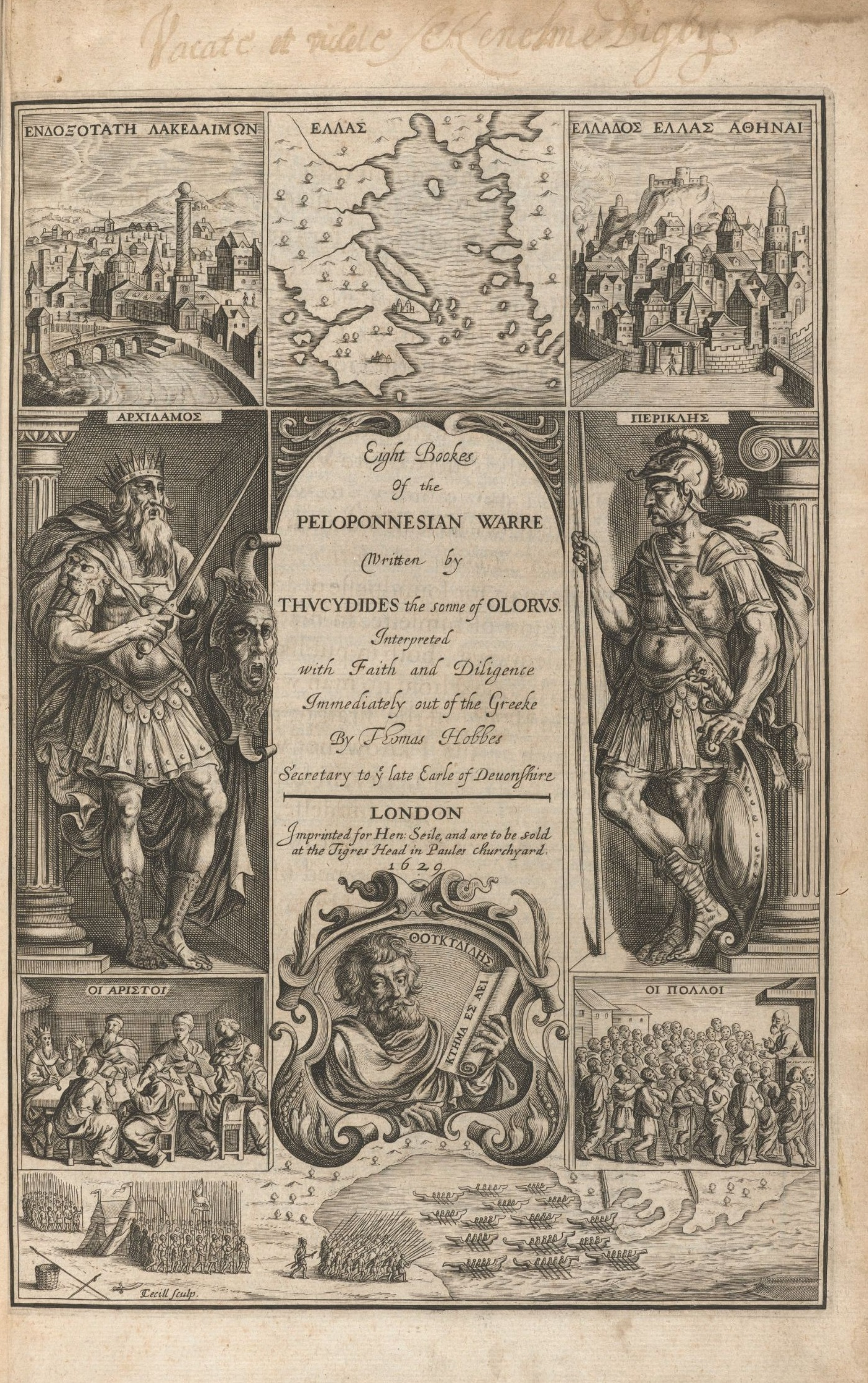
Frontespizio della Guerra del Peloponneso di Tucidide, in una traduzione di Thomas Hobbes

La tesi di Tucidide mette in luce le scelte errate degli Ateniesi, che non conoscevano le reali dimensioni dell'isola né i popoli che vi abitavano, e poi dei generali in Sicilia che agirono per i loro interessi col solo obiettivo di assicurarsi una posizione di prestigio sul popolo: tutte queste decisioni, oltre alla follia, che non viene esclusa da Tucidide, lesero la coordinazione e l'efficacia dell'esercito e portarono il caos.
Altri scrittori cercano di rintracciare le cause della sconfitta ateniese secondo diversi punti di vista:
- Andocide[94] incolpa l'ottusa politica estera degli Ateniesi che avevano la cattiva abitudine di indulgere ad alleanze deboli pretendendo poi di condurre guerre per conto di altri, e rammenta che gli ambasciatori di Siracusa, prima dell'avvio delle ostilità, avevano proposto ad Atene rapporti di amicizia, facendo rilevare che l'opzione della pace avrebbe portato maggiori vantaggi rispetto all'opzione di allearsi con Segesta e Katane;[228]
- Per Isocrate[229] l'impresa fu un puro atto di follia, perché gli Ateniesi non si vergognarono d'inviare un'armata contro chi mai aveva recato loro offesa, sperando così di dominare facilmente la Sicilia;
- Plutarco[230] pone l'accento sui contrasti interni: affermava, ad esempio, che gli Ateniesi erano già da tempo pronti a inviare un'altra spedizione in Sicilia, ma che a frapporre molti indugi fossero state le invidie politiche per i primi successi di Nicia. Così, solo nell'inverno del 414 a.C., si decisero a fornire il necessario aiuto;[228]
- Cornelio Nepote[231], al pari di Plutarco, sosteneva che la vera causa del fallimento stava nell'estromissione di Alcibiade. Di concorde parere è anche lo storico greco Polibio,[232] che aggiunge come causa la superstizione di Nicia, resa evidente durante l'episodio dell'eclissi di luna.
- Anche Giacomo Leopardi la pensava come Polibio, egli difatti scriverà al riguardo:

(Giacomo Leopardi, Storia dell'Astronomia)

### Considerazioni
Se da una parte Plutarco e le fonti da cui attinge forniscono una "visione d'insieme" della spedizione, considerandola uno dei tanti eventi della guerra, dall'altra Tucidide, come anche Isocrate, accusano duramente il velleitario progetto di Alcibiade le cui decisioni sarebbero state influenzate negativamente dall'ambizione di conquistare la Sicilia e Cartagine. Tuttavia, secondo lo storico Ugo Fantasia, queste testimonianze fanno apparire tutta la spedizione come un lontano miraggio e contemporaneamente un «desiderio smodato»; se è vero che ci fu chi la sostenne in pieno, continua, è anche vero che la decisione non venne presa senza che fosse stata discussa approfonditamente e più volte riproposta; solo dopo un attento esame venno emesso il decreto finale.

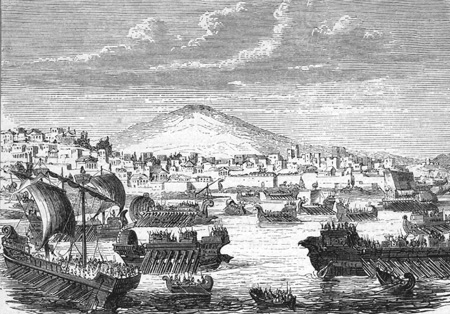
La flotta di Atene mentre salpa dal Pireo (incisione su legno del XIX sec.)

Il gran numero di cause diverse esposte dagli scrittori antichi per spiegare la sconfitta ateniese sono state analizzate criticamente da alcuni storici moderni che hanno dato minore importanza ad alcune o addirittura ne hanno escluse altre. Alcune critiche sono state mosse all'affermazione che Tucidide fa riguardo alle conoscenze che gli Ateniesi avevano della Sicilia:
(Tucidide, La Guerra del Peloponneso, VI, 1, 1.)
Quest'affermazione è da ritenere sicuramente esagerata; lo storico ateniese intendeva enfatizzare l'incoscienza che gli Ateniesi avrebbero dimostrato approvando la spedizione. In realtà, e lo stesso Tucidide ne fa menzione, gli Ateniesi erano già giunti in Sicilia durante la spedizione del 427 a.C., e prima ancora avevano siglato dei trattati con le poleis di Segesta, Alicie e Leontini. Oltretutto, come nota lo studioso Luigi Piccirilli, nel V secolo a.C. erano già presenti le carte geografiche locali. Se in merito alle ragioni della sconfitta non emergono delle opinioni simili, si può ritenere che nemmeno gli scrittori antichi avessero compreso appieno ciò che era realmente accaduto durante la spedizione; questa parziale cecità è probabilmente dovuta alla complessità delle cause che ne determinarono il fallimento, numerose e non del tutto chiare.

## Le conseguenze politiche

Le città greche in Anatolia alleate di Atene e obbiettivo di conquista di Tissaferne. In blu sono segnate le colonie ioniche, in rosso quelle doriche, in giallo le eoliche

La disfatta di Atene ebbe un'enorme eco in patria e in tutta la Grecia, più che nella stessa Sicilia. Atene perse completamente la flotta, la cavalleria fuggita a Catania, e quasi tutti i soldati; in totale circa 160 triremi e 10 000 uomini (fra un terzo e un quarto dei cittadini ateniesi). Le innumerevoli perdite non fecero che aumentare le critiche nei confronti della condotta dei generali, oltre che dei politici e persino degli indovini, responsabili di una sconfitta dalle proporzioni inaccettabili. La prestigiosa città attica aveva profuso un grande impegno nella ricerca della vittoria, dando fondo a molte delle sue risorse, sia in termini di armamento, sia di denaro; risultò quindi quasi necessario trovare dei colpevoli.
Enormi furono le conseguenze politiche di questa disfatta, tra cui la rinuncia di Atene a ulteriori mire espansionistiche nel Mediterraneo lasciando, ad esempio, lo spazio ai Cartaginesi per riprendere le loro conquiste in Sicilia. Anche Agrigento, che restò neutrale, ebbe una grande crescita economica e culturale dato che Siracusa, la maggior rivale, era impegnata nell'assedio.
Ad Atene venne a mancare, inoltre, la credibilità, nonché la sua fama di protettrice delle città della Ionia che Atene aveva affrancato al termine della seconda guerra persiana. Sfruttando il momento di debolezza, i re persiani ebbero l'occasione per riannettere le città finanziando, su proposta di Tissaferne, la rivale di Atene, Sparta. Le attese persiane non vennero deluse, infatti molte delle città ioniche optarono per un'alleanza con Sparta, considerando imminente la vittoria di quest'ultima su Atene. Ancora prima dell'annuncio del fallimento della spedizione ateniese, non mancarono casi di defezione dalla lega delio-attica, prima da parte dell'Eubea e poi da altre isole come quella di Lesbo.
La disfatta ateniese rappresentò una grande perdita per le casse della lega delio-attica, determinando tra i membri una catena di ribellioni. Si può certamente dire che la disfatta ateniese fu l'inizio di un processo che si concluderà nel 411 a.C., col colpo di Stato oligarchico, in seguito alla decisione dei democratici di utilizzare il tesoro di 1 000 talenti di Pericle per il riarmo.
In Sicilia invece nel 412 a.C. salirà al potere Diocle che attuerà alcune riforme tese a eguagliare la costituzione di Siracusa a quella di Atene, approvando, per esempio, l'elezione a sorte dei magistrati. Nel 409 a.C. i Cartaginesi inizieranno nell'isola una nuova campagna, dopo più di 70 anni dall'ultima, che darà l'opportunità a Dionisio (406/5 a.C.) di emergere come tiranno a Siracusa.